# Historia de los hospitales
La historia de los hospitales comenzó en la Antigüedad con hospitales en Grecia, el Imperio Romano y también en el subcontinente indio, empezando por los precursores de los templos asclepíticos de la antigua Grecia y luego los hospitales militares de la antigua Roma. Los templos griegos estaban dedicados a los enfermos, pero no se parecían en nada a los hospitales modernos. Los romanos no disponían de hospitales públicos especializados. Los hospitales públicos propiamente dichos no existieron hasta el periodo cristiano. Hacia finales del siglo IV se produjo la "segunda revolución médica" con la fundación del primer hospital cristiano en el este del Imperio bizantino por Basilio de Cesarea y, en pocas décadas, este tipo de hospitales se habían convertido en omnipresentes en la sociedad bizantina. El hospital experimentaría un desarrollo y progreso en todas las sociedades bizantinas, medievales europeas e islámicas desde el siglo V hasta el XV. La exploración europea llevó los hospitales a las colonias de América, África y Asia. El Hôtel-Dieu, fundado en 1443 por Nicolas Rolin y Guigone de Salins, está considerado el hospital más antiguo en funcionamiento. En un principio fue una institución benéfica para los pobres, pero ahora es un museo conocido por su impresionante arquitectura. Por el contrario, el hospital de Mihintale, en Sri Lanka, fundado en el siglo IX d. C., es probablemente el sitio con las evidencias arqueológicas más antiguas de un hospital en el mundo. Al servicio de los monjes y de la comunidad local, representa los primeros avances en las prácticas sanitarias.
Los primeros hospitales chinos y japoneses fueron creados por misioneros occidentales en el siglo XIX. A principios de la era moderna, el cuidado y la curación pasarían a ser un asunto secular en Occidente para muchos hospitales. Durante la Primera y la Segunda Guerra Mundial se crearon muchos hospitales militares e innovaciones hospitalarias. Los hospitales gestionados por el gobierno aumentaron en Corea, Japón, China y Oriente Medio después de la Segunda Guerra Mundial. A finales del siglo XX y en el siglo XXI se crearon redes de hospitales y organizaciones sanitarias gubernamentales para gestionar grupos de hospitales con el fin de controlar los costes y compartir recursos. En Occidente se cerraron muchos hospitales pequeños y menos eficientes porque no podían mantenerse.

## Antigüedad
Las primeras instituciones documentadas destinadas a proporcionar curas fueron los antiguos templos egipcios. En la historia antigua, se han documentado hospitales en Grecia, Roma, el subcontinente indio y Persia. En las culturas antiguas, la religión y la medicina estaban vinculadas.

### Grecia

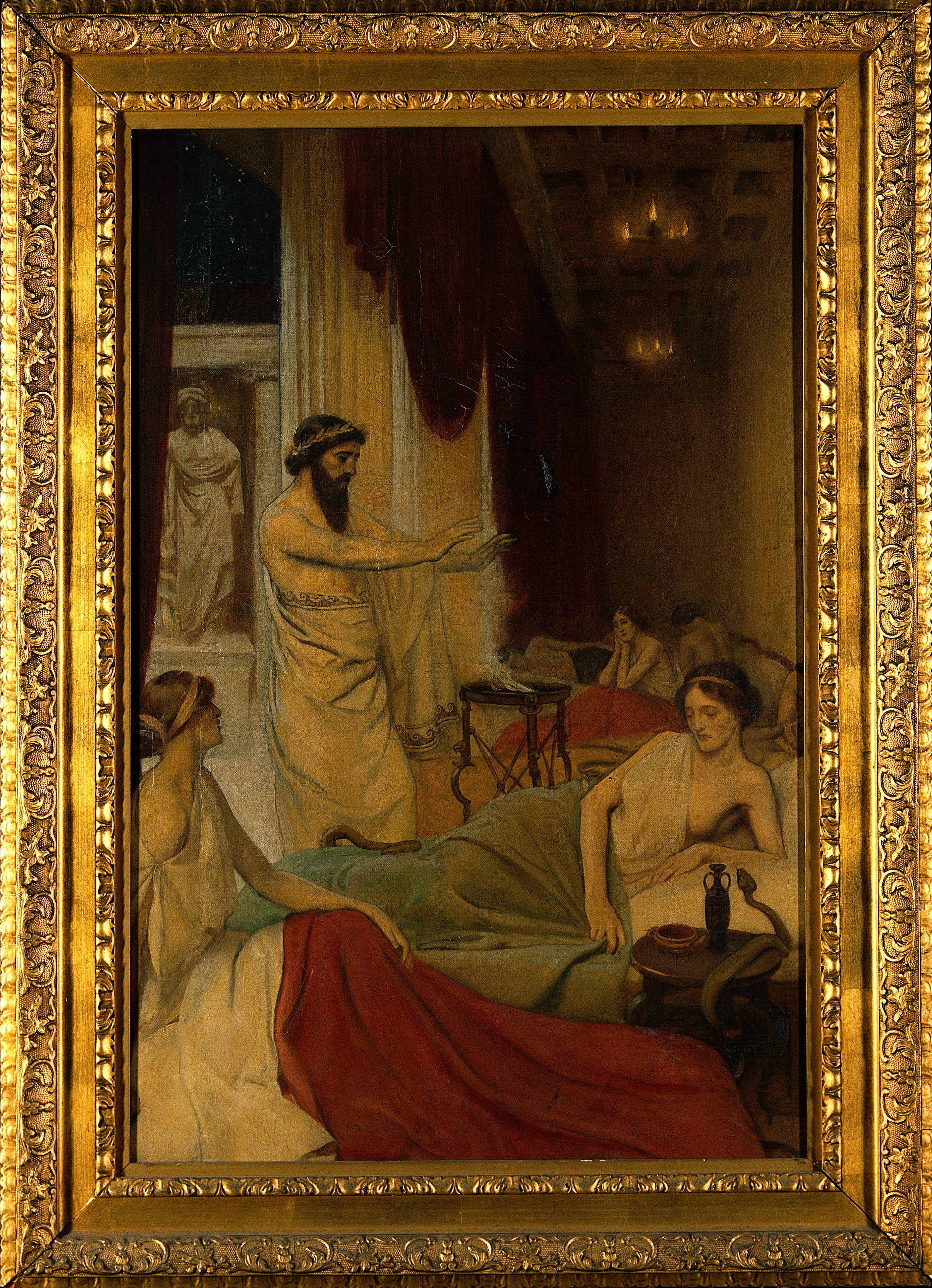
Pintura que representa a pacientes en un Asclepeion de la Antigua Grecia

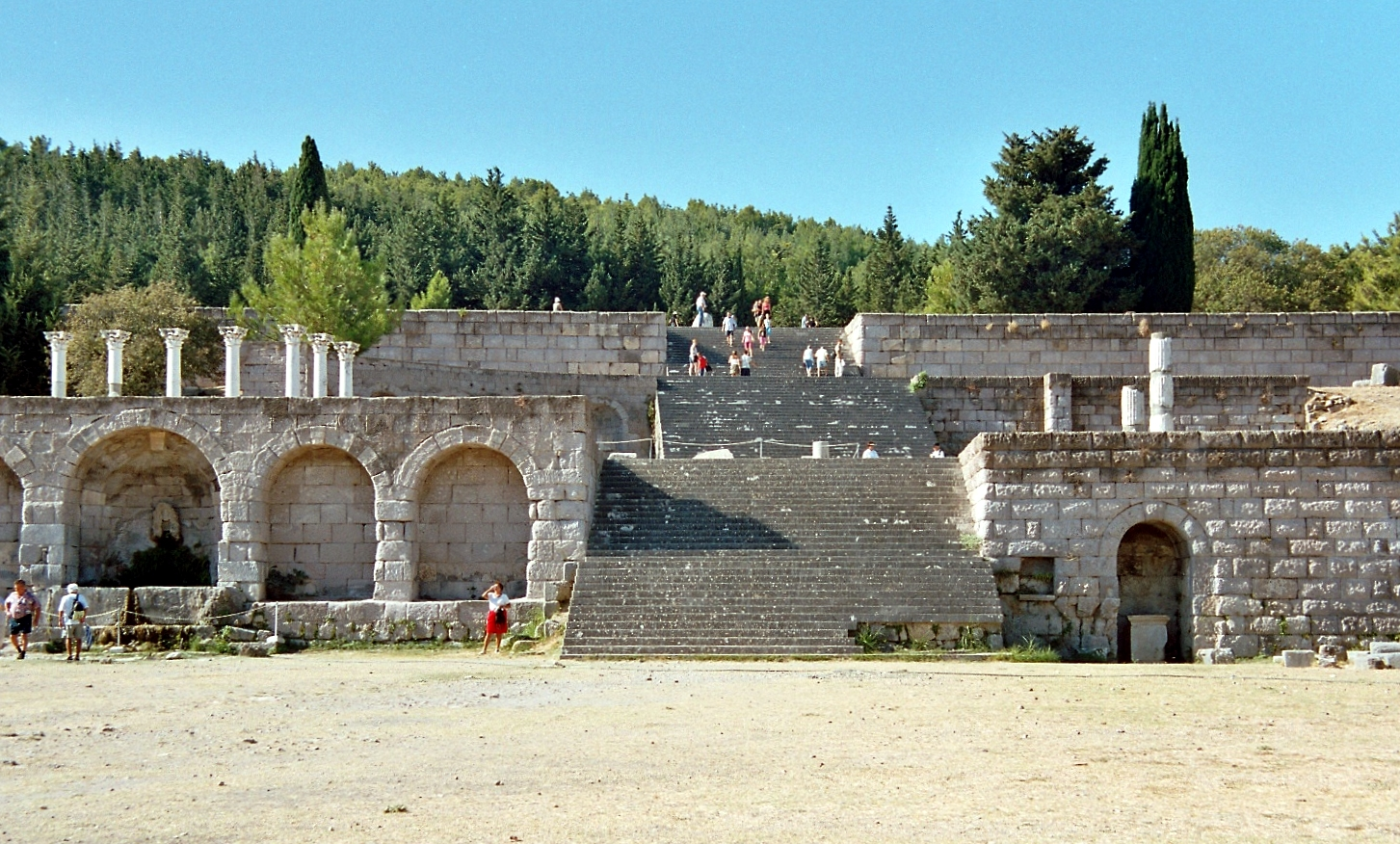
Vista del Askleipion de Kos, el ejemplo mejor conservado de un Asklepieion griego.

En la antigua Grecia, los templos dedicados al dios sanador Asclepio, conocidos como Asclepieia (griego antiguo: Ἀσκληπιεῖα, sing. Asclepieion, Ἀσκληπιεῖον), funcionaban como centros de asesoramiento médico, pronóstico y curación. Las Asclepeia proporcionaban espacios cuidadosamente controlados propicios para la curación y cumplían varios de los requisitos de las instituciones creadas para la sanación. Bajo el nombre romano de Æsculapio, se le dotó de un templo (291 a. C.) en una isla del Tíber en Roma (la Isla Tiberina), donde se realizaban ritos similares.
En estos santuarios, los pacientes entraban en un estado onírico de sueño inducido conocido como enkoimesis (ἐγκοίμησις) no muy diferente de la anestesia, en el que recibían la guía de la deidad en un sueño. En el Asclepieion de Epidauro, tres grandes tableros de mármol fechados en el año 350 a. C. conservan los nombres, historias clínicas, quejas y curas de unos 70 pacientes que acudían al templo con algún problema y se desahogaban allí. Algunas de las curas quirúrgicas enumeradas, como la apertura de un absceso abdominal o la extracción de material extraño traumático, son lo bastante realistas como para haber tenido lugar, pero con el paciente en un estado de enkoimesis inducido con la ayuda de sustancias soporíferas como el opio. El culto a Asclepio fue adoptado por los romanos.
La Armada ateniense tenía un barco llamado Therapia, y la romana, un barco llamado Aesculapius, sus nombres indican que podrían haber sido barcos hospitales.

### Imperio Romano

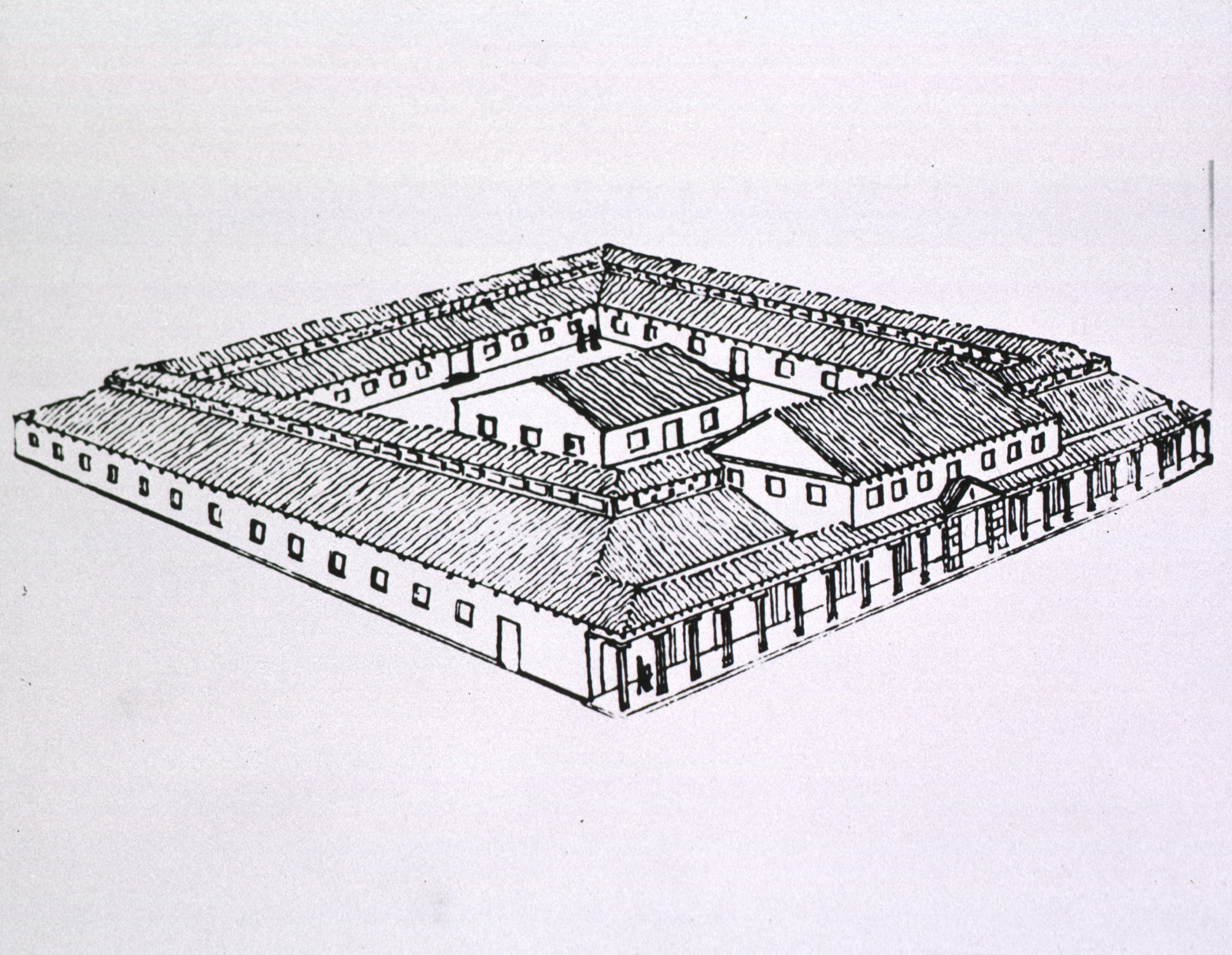
Reconstrucción de un hospital militar romano en Windisch, Suiza

Los romanos construyeron edificios llamados valetudinaria para el cuidado de esclavos, gladiadores y soldados enfermos alrededor del año 100 a. C., y muchos fueron identificados por la arqueología posterior. Aunque su existencia se considera probada, existen dudas sobre si estaban tan extendidos como se creía, ya que muchos se identificaron sólo según la disposición de los restos de los edificios, y no mediante registros conservados o hallazgos de utensilios médicos.
La declaración del cristianismo como religión aceptada en el Imperio Romano impulsó una expansión de la prestación de cuidados. Tras el primer Concilio de Nicea en el 325 d. C., se inició la construcción de un hospital en cada ciudad catedralicia. Entre los primeros se encuentran los construidos por el médico San Sansón en Constantinopla y por Basilio de Cesarea en la actual Turquía a finales del siglo IV. A principios del siglo V, el hospital ya era omnipresente en todo el oriente cristiano del mundo bizantino, lo que suponía un cambio drástico con respecto a la época precristiana del Imperio Romano, en la que no existían hospitales civiles. Llamados "Basilias", se asemejaban a una ciudad e incluían viviendas para médicos y enfermeras y edificios separados para diversas clases de pacientes. Había una sección separada para los leprosos. Algunos hospitales mantenían bibliotecas y programas de formación, y los médicos recopilaban sus estudios médicos y farmacológicos en manuscritos. Así pues, la atención médica hospitalaria, en el sentido de lo que hoy consideramos un hospital, fue un invento impulsado por la misericordia cristiana y la innovación bizantina. El personal de los hospitales bizantinos estaba formado por el médico jefe (archiatroi), las enfermeras profesionales (hypourgoi) y los camilleros (hyperetai). En el siglo XII, Constantinopla contaba con dos hospitales bien organizados, atendidos por médicos de ambos sexos. Las instalaciones incluían procedimientos de tratamiento sistemáticos y salas especializadas para diversas enfermedades.

### India y Asia Oriental
En la antigua Sri Lanka, según la crónica Mahavansa del siglo VI d. C., el rey Pandukabhaya construyó hospitales y casas de reposo tras fortificar su capital en Anuradhapura durante el siglo IV a. C. Esto proporciona el testimonio literario más antiguo de hospitales, donde los pacientes podían ser alojados y tratados colectivamente. El testimonio arqueológico más antiguo de un hospital en Asia se encuentra en las ruinas de Mihintale, que datan del siglo IX. Los estudiosos sugieren que puede tratarse de uno de los hospitales más antiguos del mundo.
Muchas fuentes secundarias afirman erróneamente que el rey Ashoka fundó hospitales hacia el año 230 a. C. En el subcontinente indio surgieron prácticas médicas tempranas con la práctica de la medicina ayurvédica, uno de cuyos primeros textos conservados es el Sushruta Samhita. Algunas de las primeras comunidades budistas establecieron comunidades monásticas con monasterios, y muchos de estos monasterios eran centros de aprendizaje de la medicina. Aunque los monjes enfermos dentro de las comunidades monásticas solían ser tratados en sus propias celdas, algunos monasterios reservaban una sala donde los monjes enfermos podían ser atendidos. Aunque algunas de estas salas de los monasterios budistas podían estar abiertas al público, la mayoría estaban cerradas al público y se reservaban para tratar a otros monjes del monasterio. Este ideal se refleja en la historia del monje con disentería. La primera referencia clara a un hospital real en el sudeste asiático aparece en los relatos del viajero Fa Xian en el siglo V, que describe hospitales en la ciudad de Pataliputra y algunos otros lugares:

Las personas benevolentes e instruidas de este país han instituido un hospital gratuito en la ciudad, al que acuden todos los habitantes pobres o desvalidos que padecen todo tipo de enfermedades. Se les cuida bien y un médico les atiende, suministrándoles alimentos y medicinas según sus necesidades. De este modo, se les hace sentir cómodos y, cuando se recuperan, pueden marcharse".

Los primeros indicios arqueológicos claros de este tipo de hospitales aparecen en los siglos VIII y IX. Sin embargo, sería inexacto describir este periodo como una época en la que existió un sistema de hospitales. Más bien, es posible que los gobernantes, de vez en cuando, patrocinaran y asignaran recursos para la atención médica particular de la población en lugares concretos. En un caso, se estableció un sistema de hospitales en todo el país en la Camboya del siglo XII bajo el rey camboyano Jayavarman VII, que lo asoció con el Buda de la curación Bhaisajyaguru.

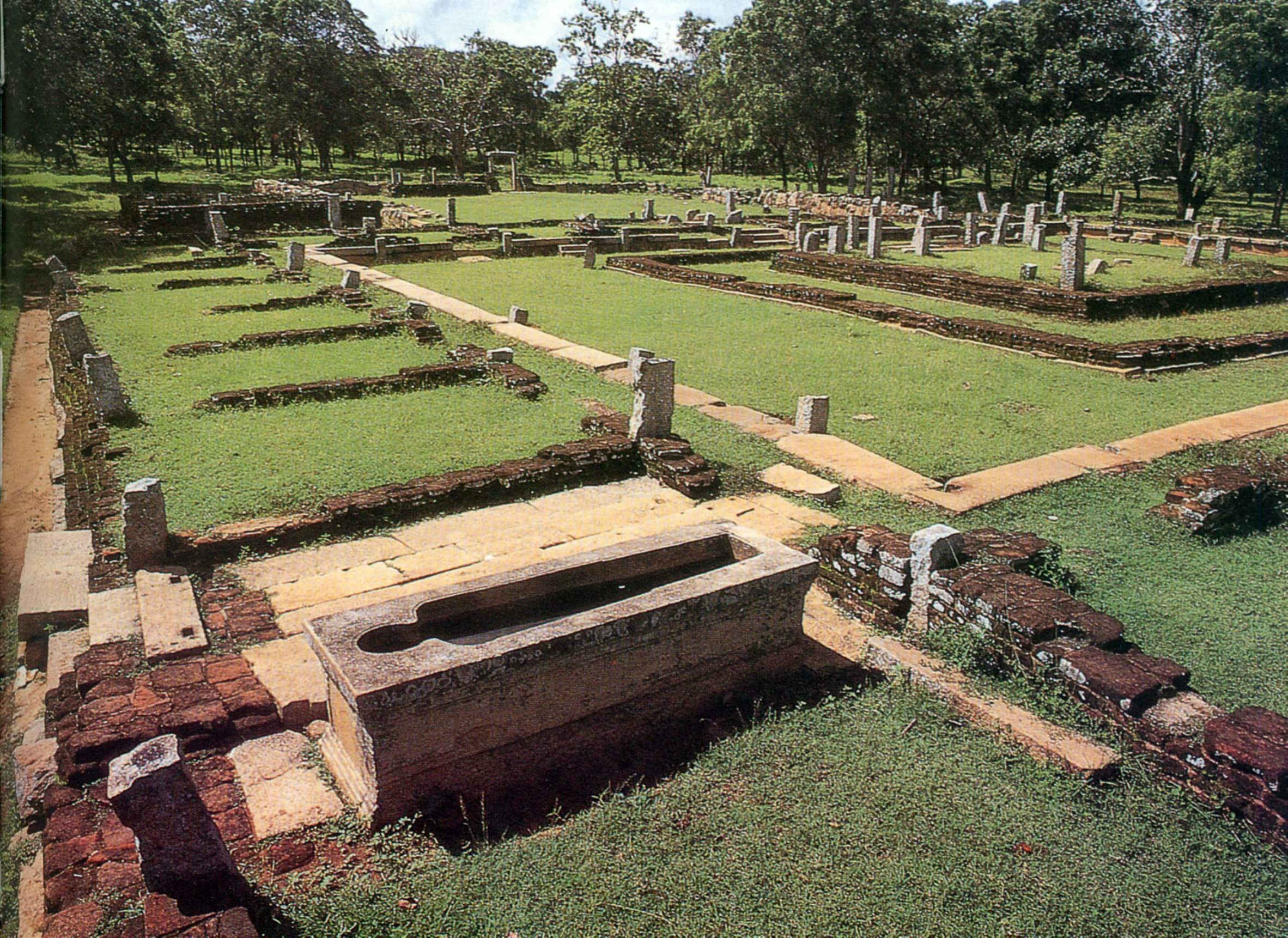
Se descubrieron las ruinas de un hospital de dos mil años de antigüedad en la ciudad histórica de Anuradhapura, Mihintale, Sri Lanka

Las importantes y asimétricas transferencias de conocimientos del mundo griego al sudeste asiático comenzaron durante el reinado de Alejandro Magno a finales del siglo IV a. C., cuando la helenización arrasó el continente. Aunque normalmente se supone que la medicina tibetana era en gran parte de origen chino, resulta que en realidad la medicina tibetana se occidentalizó en gran medida, al menos durante el primer siglo del Imperio tibetano en los siglos VII-VIII. Los médicos persas y árabes del califato islámico podían encontrarse por toda China en este periodo de tiempo. También es posible que los médicos indios desempeñaran un papel en uno de los primeros hospitales abbasíes, aunque de corta vida, establecido por la familia Barkamid.

## SiglosValXV
| 529                   | Creación en Persia del hospital y centro de formación médica Academia de Gondishapur.                                                                  |
| 543 (aproximadamente) | Primer hospital construido en Monte Cassino por San Benito, el primero de muchos hospitales monásticos medievales.                                     |
| 580                   | Primer xenodochium (hospital) español fundado por el obispo visigodo católico Masona en Mérida, España                                                 |
| 706/707               | Al-Wahid Bimarstan, primer hospital islámico construido en Damasco                                                                                     |
| 727                   | Se crea en Italia el hospital Ospedale di Santo Spirito en Sassia                                                                                      |
| 800 o antes           | Creación del primer hospital de Sri Lanka en Mihintale, Sri Lanka                                                                                      |
| 805                   | Bimaristan (hospital) islámico medieval construido en Bagdad                                                                                           |
| 829                   | Establecimiento del Hôtel-Dieu (hospital francés) en París                                                                                             |
| 872                   | Se establece en El Cairo el Hospital Al-Fustat, uno de los primeros en ofrecer tratamiento de salud mental                                             |
| 981                   | El rey Adud al-Dawla crea en Bagdad el Hospital Al Adudi Bimaristan                                                                                    |
| 1083-1084             | Hospital de St. Nicholas, Nantwich, hospital para viajeros en Nantwich, Inglaterra                                                                     |
| 1085                  | Hospital de St. John the Baptist, Winchester, antigua casa de beneficencia que se convirtió en hospital en Winchester, Inglaterra                      |
| 1090                  | Santa Maria della Scala, Siena fundada en Siena, Italia                                                                                                |
| 1123                  | St. Bartholomew's Hospital, el hospital más antiguo de Gran Bretaña que sigue prestando servicios médicos en el lugar donde se construyó originalmente |
| 1140 (circa)          | Old St. John's Hospital uno de los edificios hospitalarios más antiguos de Europa cuya normativa data de 1188                                          |
| 1197                  | Hôpital de La Grave, utilizado para tratar a los enfermos de peste entre 1508 y 1514                                                                   |
| 1211-1222             | Ospedale di San Paolo, antiguo hospital franciscano de Florencia, Italia                                                                               |
| 1238                  | Hospital ante Brunem, antiguo hospital Johanitte aún en servicio en Brno, República Checa                                                              |
| 1249                  | Great Hospital, hospital medieval que aún funciona en Norwich, Inglaterra                                                                              |
| 1277                  | Ospedale del Ceppo, hospital medieval fundado para los pobres en Pistoia, Italia                                                                       |
| 1288                  | Hospital de Santa Maria Nuova, el más antiguo que sigue en funcionamiento en Florencia, Italia                                                         |
| Siglo XIII (tardío)   | Maristan de Sidi Frej, influyente Maristan (hospital) de Fez, Marruecos                                                                                |
| 1325 (circa)          | Hospital de San Juan Bautista, Arbroath, Escocia; hospital de principios de la Edad Media                                                              |
| 1339                  | San Giacomo degli Incurabili, hospital medieval de Roma, cerca del Porto di Ripetta                                                                    |
| 1388                  | Fundación del Hospital Universitario de Heidelberg, el más antiguo de Alemania                                                                         |
| 1454                  | Hôtel-Dieu de Lyon, hospital medieval de Lyon, Francia                                                                                                 |
| 1456                  | Ospedale Maggiore di Milano, fundado por el Duque de Milán, Italia; en continuo funcionamiento                                                         |
| 1449                  | Policlínico San Matteo, hospital universitario de Lombardía, Italia                                                                                    |
| 1491                  | Creación del hospital Dar-ul-Shifa en el viejo Hyderabad (India)                                                                                       |

En la Edad Media, el término hospital englobaba albergues para viajeros, dispensarios para el alivio de los pobres, clínicas y consultorios para heridos y asilos para ciegos, cojos, ancianos y enfermos mentales. Los hospitales monásticos desarrollaron numerosos tratamientos, tanto terapéuticos como espirituales.
Durante el siglo XIII se construyó un inmenso número de hospitales. Las ciudades italianas lideraron el movimiento. Milán contaba con no menos de una docena de hospitales y Florencia, antes de finales del siglo XIV, con una treintena. Algunos de ellos eran edificios de gran belleza. En Milán, una parte del hospital general fue diseñada por Bramante y otra por Miguel Ángel. El Hospital de Siena, construido en honor de Santa Catalina, es famoso desde entonces. Por toda Europa se extendió este movimiento hospitalario. Virchow, el gran patólogo alemán, en un artículo sobre hospitales, demostró que cada ciudad de Alemania de cinco mil habitantes tenía su hospital. Remontó todo este movimiento hospitalario al papa Inocencio III, y aunque era el menos inclinado al papismo, Virchow no dudó en elogiar enormemente a este pontífice por todo lo que había realizado en beneficio de los niños y de la humanidad que sufría.
Los hospitales comenzaron a aparecer en gran número en Francia e Inglaterra. Tras la invasión normanda francesa en Inglaterra, la explosión de ideales franceses llevó a la mayoría de los monasterios medievales a crear un hospitium u hospicio para peregrinos. Este hospitium acabó convirtiéndose en lo que hoy entendemos por hospital, en el que diversos monjes y ayudantes laicos se encargaban de la atención médica a los peregrinos enfermos y a las víctimas de las numerosas plagas y enfermedades crónicas que afligían a la Europa occidental medieval. Benjamin Gordon apoya la teoría de que el hospital – tal y como lo conocemos – es un invento francés, pero que en un principio se desarrolló para aislar a los leprosos y a las víctimas de la peste, y sólo más tarde sufrió modificaciones para servir al peregrino.

Gracias a un relato bien conservado del siglo XII del monje Eadmer, de la catedral de Canterbury, existe una excelente relación del objetivo del obispo Lanfranc de establecer y mantener ejemplos de estos primeros hospitales:
Pero no debo concluir mi trabajo omitiendo lo que hizo por los pobres fuera de los muros de la ciudad de Canterbury. En resumen, construyó una casa decente y amplia de piedra... para diferentes necesidades y comodidades. Dividió el edificio principal en dos, destinando una parte a los hombres oprimidos por diversos tipos de enfermedades y la otra a las mujeres en mal estado de salud. También dispuso que se vistieran y comieran a diario, y nombró ministros y guardianes que tomaran todas las medidas necesarias para que no les faltara de nada.

### Persia
La Academia de Gondishapur era un hospital y centro de formación médica en Gundeshapur, Persia. La ciudad de Gundeshapur fue fundada en 271 d. C. por el rey sasánida Shapur I. Era una de las principales ciudades de la provincia de Juzestán del imperio persa, en Irán. Un gran porcentaje de la población eran siriacos, en su mayoría cristianos. Bajo el reinado de Jusraw I, se concedió refugio a los filósofos cristianos nestorianos griegos, entre ellos los eruditos de la Escuela Persa de Edesa (Urfa) (también llamada Academia de Atenas), una universidad teológica y médica cristiana. Estos eruditos llegaron a Gundeshapur en 529 tras el cierre de la academia por el emperador Justiniano. Se dedicaron a las ciencias médicas e iniciaron los primeros proyectos de traducción de textos médicos. La llegada de estos médicos de Edesa marca el inicio del hospital y centro médico de Gundeshapur. Incluía una escuela de medicina y un hospital (bimaristan), un laboratorio de farmacología, una casa de traducción, una biblioteca y un observatorio. Los médicos indios también contribuyeron a la escuela de Gundeshapur, sobre todo el investigador médico Mankah. Más tarde, tras la invasión islámica, los escritos de Mankah y del médico indio Susruta se tradujeron al árabe en la Casa de la Sabiduría de Bagdad.

### Hospitales islámicos medievales

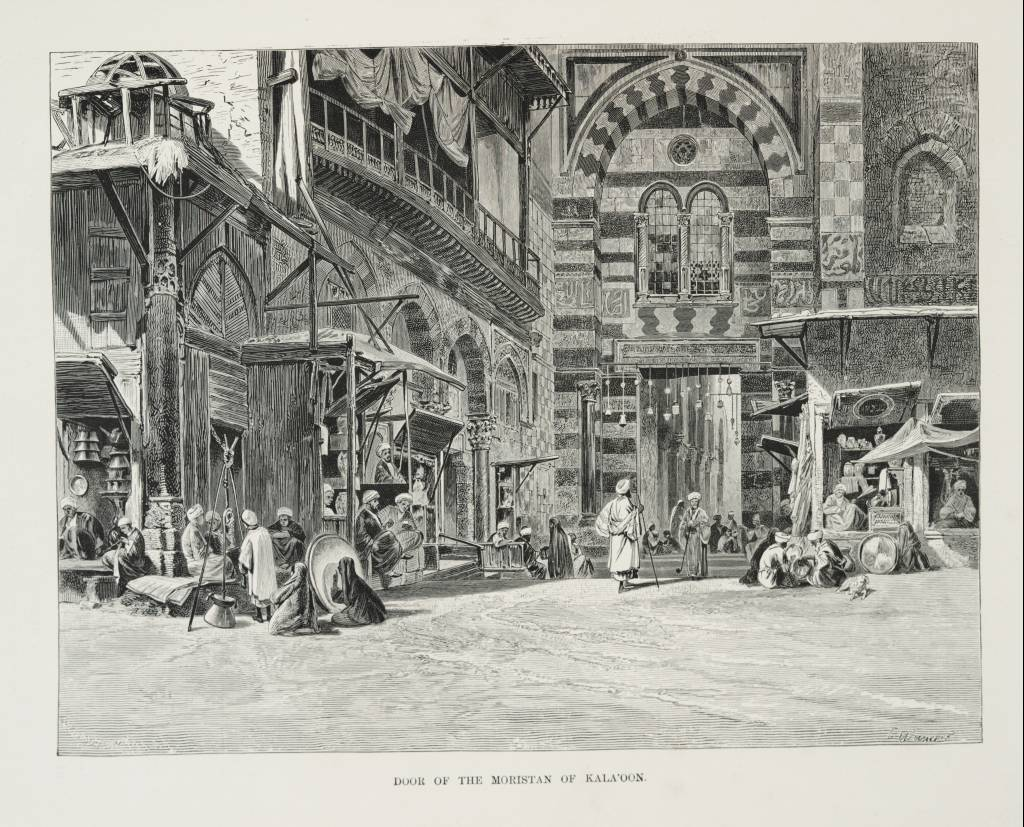
Entrada al complejo de Qalawun, en El Cairo (Egipto), que albergó el notable hospital Mansuri.

El primer hospital musulmán fue un asilo para contener la lepra, construido a principios del siglo VIII, donde se recluía a los pacientes pero, al igual que a los ciegos, se les daba un estipendio para mantener a sus familias. El primer hospital general fue construido en 805 d. C. en Bagdad por Harun Al-Rashid. En el siglo X, Bagdad contaba con cinco hospitales más, mientras que Damasco tenía seis hospitales en el siglo XV y sólo Córdoba contaba con 50 grandes hospitales, muchos de ellos exclusivos para militares. Muchos de los primeros hospitales islámicos importantes fueron fundados con la ayuda de cristianos como Jibrael ibn Bukhtishu de Gundeshapur. "Bimaristan" es un compuesto de "bimar" (enfermo) y "stan" (lugar). En el mundo islámico medieval, la palabra "bimaristan" designaba un establecimiento hospitalario donde los enfermos eran acogidos, atendidos y tratados por personal cualificado.
La Biblioteca Nacional de Medicina de Estados Unidos atribuye el hospital a la civilización islámica medieval. En comparación con las instituciones cristianas contemporáneas, que eran centros de socorro para pobres y enfermos ofrecidos por algunos monasterios, el hospital islámico era una institución más elaborada con una gama más amplia de funciones. En el Islam existía el imperativo moral de tratar a los enfermos independientemente de su situación económica. Los hospitales islámicos solían ser grandes estructuras urbanas y eran en gran medida instituciones laicas, muchas de ellas abiertas a todos, ya fueran hombres o mujeres, civiles o militares, niños o adultos, ricos o pobres, musulmanes o no musulmanes. El hospital islámico cumplía varias funciones: centro de tratamiento médico, hogar para pacientes que se recuperaban de enfermedades o accidentes, manicomio y residencia de ancianos y enfermos con necesidades básicas de manutención.
El hospital típico se dividía en departamentos como enfermedades sistémicas, cirugía y ortopedia; los hospitales más grandes tenían especialidades más diversas. "Enfermedades sistémicas" era el equivalente aproximado de la medicina interna actual y se dividía en secciones como fiebre, infecciones y problemas digestivos. Cada departamento tenía un jefe, un presidente y un especialista supervisor. Los hospitales también contaban con aulas y bibliotecas. El personal de los hospitales incluía inspectores sanitarios, que regulaban la limpieza, y contables y otro personal administrativo. En el hospital de Bagdad trabajaban veinticinco médicos. Los hospitales solían estar dirigidos por un consejo compuesto por tres miembros: un administrador no médico, el farmacéutico jefe, llamado shaykh saydalani, que tenía el mismo rango que el médico jefe, que ejercía de mutwalli (decano). Tradicionalmente, los centros médicos cerraban por la noche, pero en el siglo X se aprobaron leyes para mantener los hospitales abiertos las 24 horas del día.
Para los casos menos graves, los médicos atendían consultas externas. Las ciudades también contaban con centros de primeros auxilios atendidos por médicos para emergencias que solían estar situados en lugares públicos concurridos, como las grandes concentraciones de la oración del viernes, para atender a los heridos. La región también contaba con unidades móviles dotadas de médicos y farmacéuticos que debían atender las necesidades de las comunidades remotas. También se sabe que Bagdad contaba con un hospital separado para los convictos desde principios del siglo X, después de que el visir 'Ali ibn Isa ibn Jarah ibn Thabit escribiera al jefe médico de Bagdad que "las prisiones deben tener sus propios médicos, que deben examinarlos todos los días". El primer hospital construido en Egipto, en el barrio suroccidental de El Cairo, fue la primera instalación documentada para atender enfermedades mentales, mientras que el primer hospital psiquiátrico islámico se inauguró en Bagdad en 705.
Los estudiantes de medicina acompañaban a los médicos y participaban en la atención a los pacientes. Los hospitales de esta época fueron los primeros en exigir diplomas médicos para licenciar a los doctores. El examen para obtener la licencia era administrado por el médico jefe designado por el gobierno de la región. La prueba constaba de dos pasos; el primero consistía en escribir un tratado, sobre el tema que el candidato deseaba obtener el certificado, de investigación original o comentario de textos existentes, que se les animaba a escudriñar en busca de errores. El segundo paso consistía en responder a preguntas en una entrevista con el médico jefe. Los médicos trabajaban horas fijas y los salarios del personal médico estaban fijados por ley. Para regular la calidad de la atención y arbitrar los casos, se relata que si un paciente fallece, su familia presenta las recetas del médico al médico jefe, que juzgaría si la muerte fue natural o si se produjo por negligencia, en cuyo caso la familia tendría derecho a una indemnización por parte del médico. En los hospitales había secciones masculinas y femeninas, mientras que en algunos hospitales sólo atendían hombres y en otros, atendidos por médicas, sólo atendían mujeres. Aunque las médicas ejercían la medicina, muchas se dedicaban principalmente a la obstetricia.

La ley prohibía a los hospitales rechazar a pacientes que no pudieran pagar. Con el tiempo, se crearon fundaciones benéficas llamadas waqfs para mantener hospitales y escuelas. Parte del presupuesto estatal también se destinaba al mantenimiento de los hospitales. Aunque los servicios del hospital eran gratuitos para todos los ciudadanos y los pacientes recibían a veces un pequeño estipendio para su recuperación tras el alta, los médicos cobraban honorarios ocasionalmente. En una notable donación, un gobernador de Egipto del siglo XIII, Al Mansur Qalawun, ordenó una fundación para el hospital Qalawun que contendría una mezquita y una capilla, salas separadas para diferentes enfermedades, una biblioteca para los médicos y una farmacia, y el hospital se utiliza hoy en día para oftalmología. El hospital de Qalawun tenía su sede en un antiguo palacio fatimí con capacidad para 8000 personas: "atendía a 4000 pacientes diarios". El waqf establecía,
...El hospital mantendrá a todos los pacientes, hombres y mujeres, hasta que estén completamente recuperados. Todos los gastos correrán a cargo del hospital, tanto si las personas vienen de lejos como de cerca, si son residentes o extranjeros, fuertes o débiles, bajos o altos, ricos o pobres, empleados o desempleados, ciegos o videntes, enfermos físicos o mentales, cultos o analfabetos. No hay condiciones de contraprestación ni de pago, no se objeta ni siquiera se insinúa indirectamente la falta de pago.
Los primeros y más conocidos médicos del mundo islámico medieval fueron los polímatas Ibn Sina, (en griego: Avicena) y Al Rhazi (en griego: Rhazes) durante los siglos X y XI.

### Hospitales medievales europeos

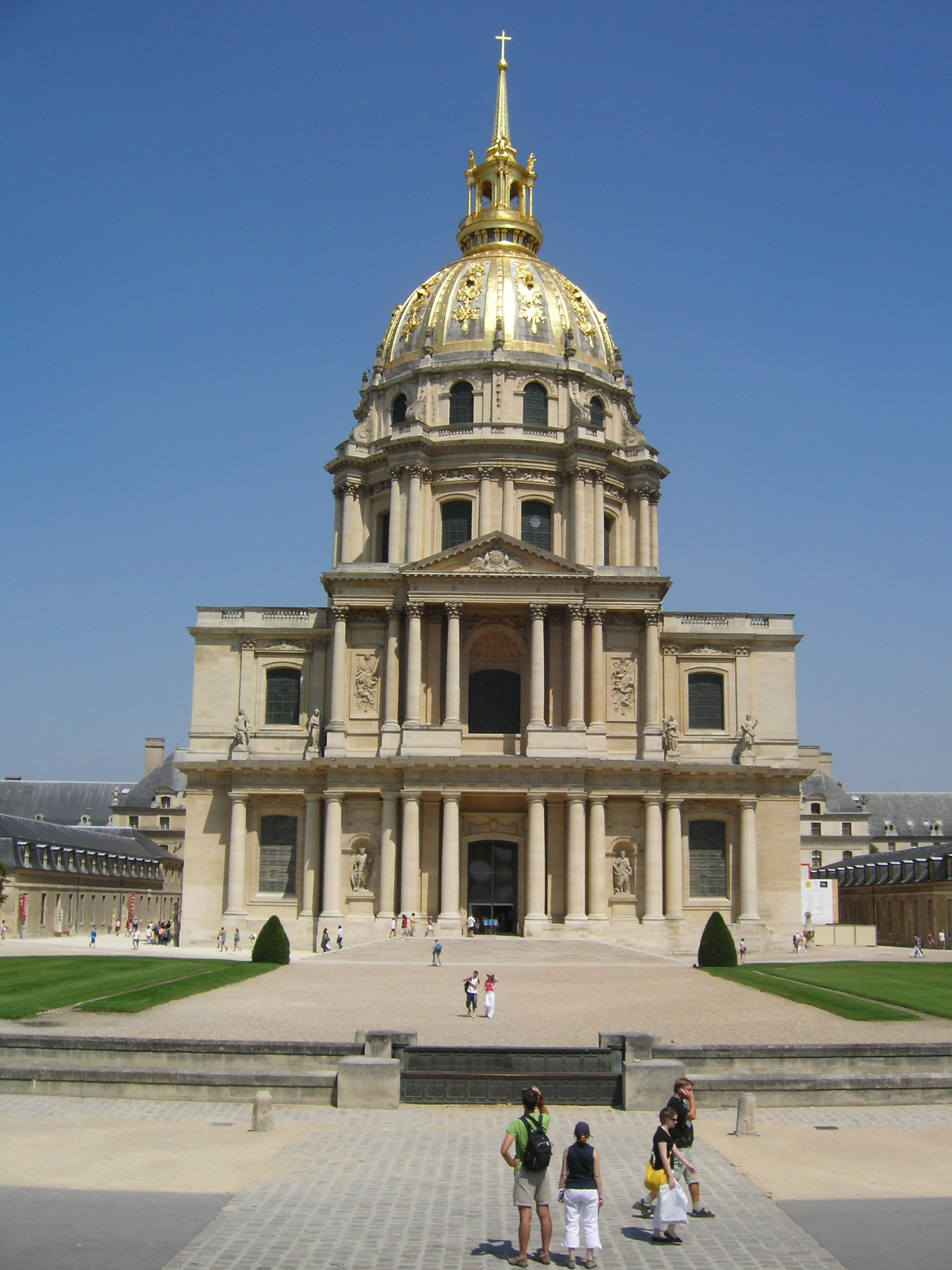
La iglesia de los Inválidos de París, muestra de la estrecha relación entre los hospitales y la Iglesia católica.

Los hospitales medievales europeos seguían un modelo similar al bizantino. Eran comunidades religiosas atendidas por monjes y monjas. Un antiguo término francés para hospital es hôtel-Dieu, "albergue de Dios". Algunos estaban vinculados a monasterios; otros eran independientes y tenían sus propias dotaciones, normalmente de propiedades, que proporcionaban ingresos para su mantenimiento. Algunos hospitales eran multifuncionales, mientras que otros se fundaron con fines específicos, como leproserías, refugios para pobres o peregrinos: no todos atendían a enfermos.
Hacia 529 d. C., San Benito de Nursia (480-543 d. C.), más tarde santo cristiano, fundador del monacato occidental y de la Orden de San Benito, hoy santo patrón de Europa, estableció el primer monasterio de Europa (Monte Casino) en una colina entre Roma y Nápoles, que se convirtió en modelo del monacato occidental y en uno de los principales centros culturales de Europa durante toda la Edad Media. San Benito escribió la Regla de san Benito, que ordenaba la obligación moral de cuidar a los enfermos.

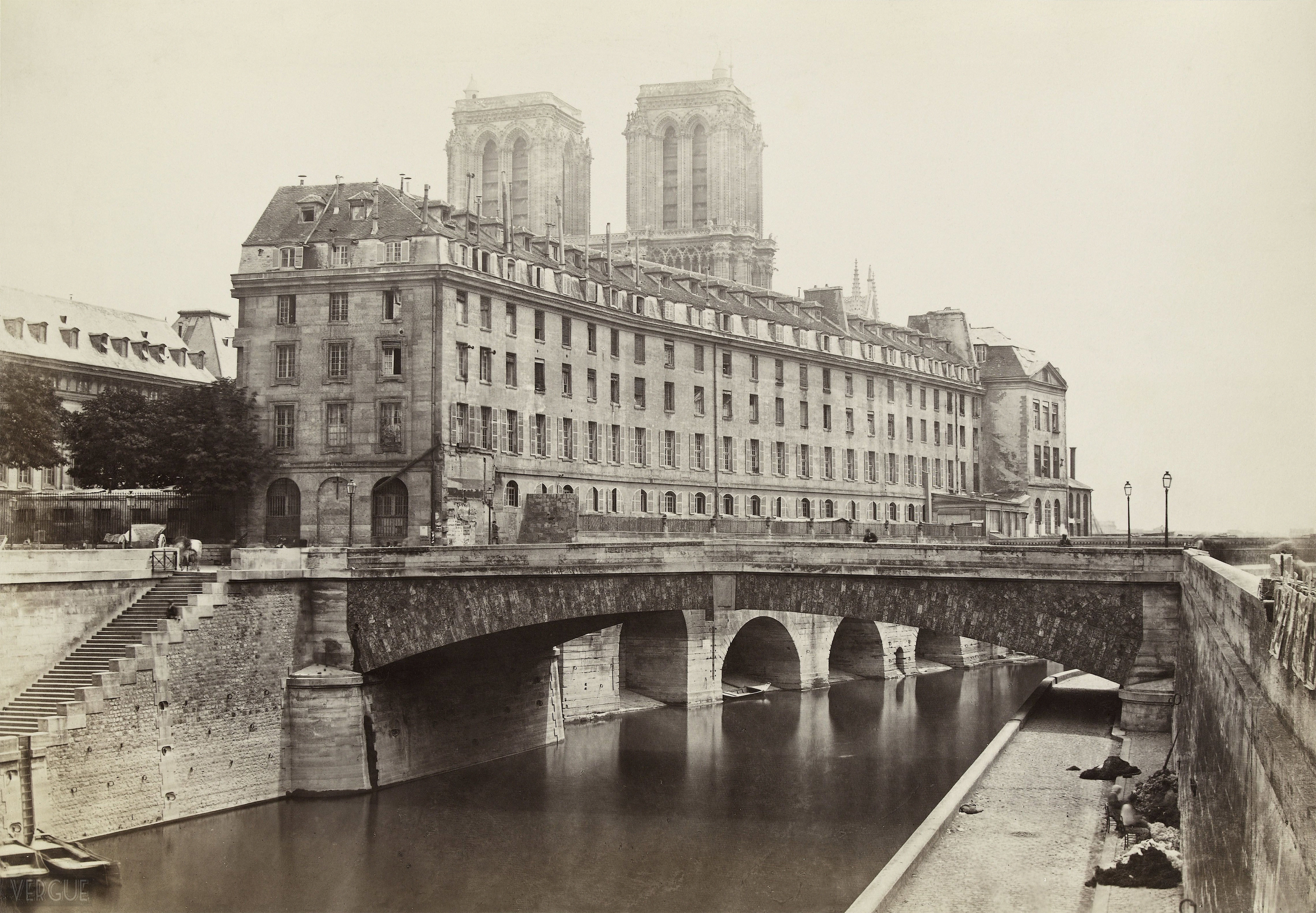
Hôtel-Dieu de París.

El primer hospital español, fundado por el obispo visigodo católico Masona en el año 580 d. C. en Mérida, fue un xenodochium concebido como posada para viajeros (en su mayoría peregrinos al santuario de Eulalia de Mérida) y como hospital para ciudadanos y agricultores locales. La dotación del hospital consistía en granjas para alimentar a sus pacientes y huéspedes. Por el relato de Pablo el Diácono sabemos que este hospital estaba provisto de médicos y enfermeras, cuya misión incluía el cuidado de los enfermos dondequiera que se encontraran, "esclavos o libres, cristianos o judíos". En el año 650 se encontró en París el "Hôtel-Dieu", pero su primera mención documentada sólo se remonta al año 829, es considerado por muchos como el hospital más antiguo del mundo que sigue funcionando en la actualidad. Era una institución polivalente que atendía a enfermos y pobres, ofreciéndoles alojamiento, comida y atención médica.
A finales del siglo VIII y principios del IX, el emperador Carlomagno decretó que los hospitales que habían funcionado bien antes de su época y habían caído en decadencia debían ser restaurados de acuerdo con las necesidades del momento. Además, ordenó que se anexionara un hospital a cada catedral y monasterio.
Durante el siglo X, los monasterios se convirtieron en un factor dominante en el trabajo hospitalario. La famosa abadía benedictina de Cluny, fundada en 910, dio el ejemplo que fue ampliamente imitado en toda Francia y Alemania. Además de su enfermería para los religiosos, cada monasterio tenía un hospital en el que se atendía a los externos. Estos estaban a cargo del eleemosynarius, cuyas obligaciones, cuidadosamente prescritas por la regla, incluían todo tipo de servicios que el visitante o el paciente pudieran necesitar.
Como el eleemosynarius estaba obligado a buscar a los enfermos y necesitados del vecindario, cada monasterio se convertía en un centro de alivio del sufrimiento. Entre los monasterios notables en este sentido estaban los benedictinos de Corbie en Picardía, Hirschau, Braunweiler, Deutz, Ilsenburg, Liesborn, Pram y Fulda; los cistercienses de Arnsberg, Baumgarten, Eberbach, Himmenrode, Herrnalb, Volkenrode y Walkenried.

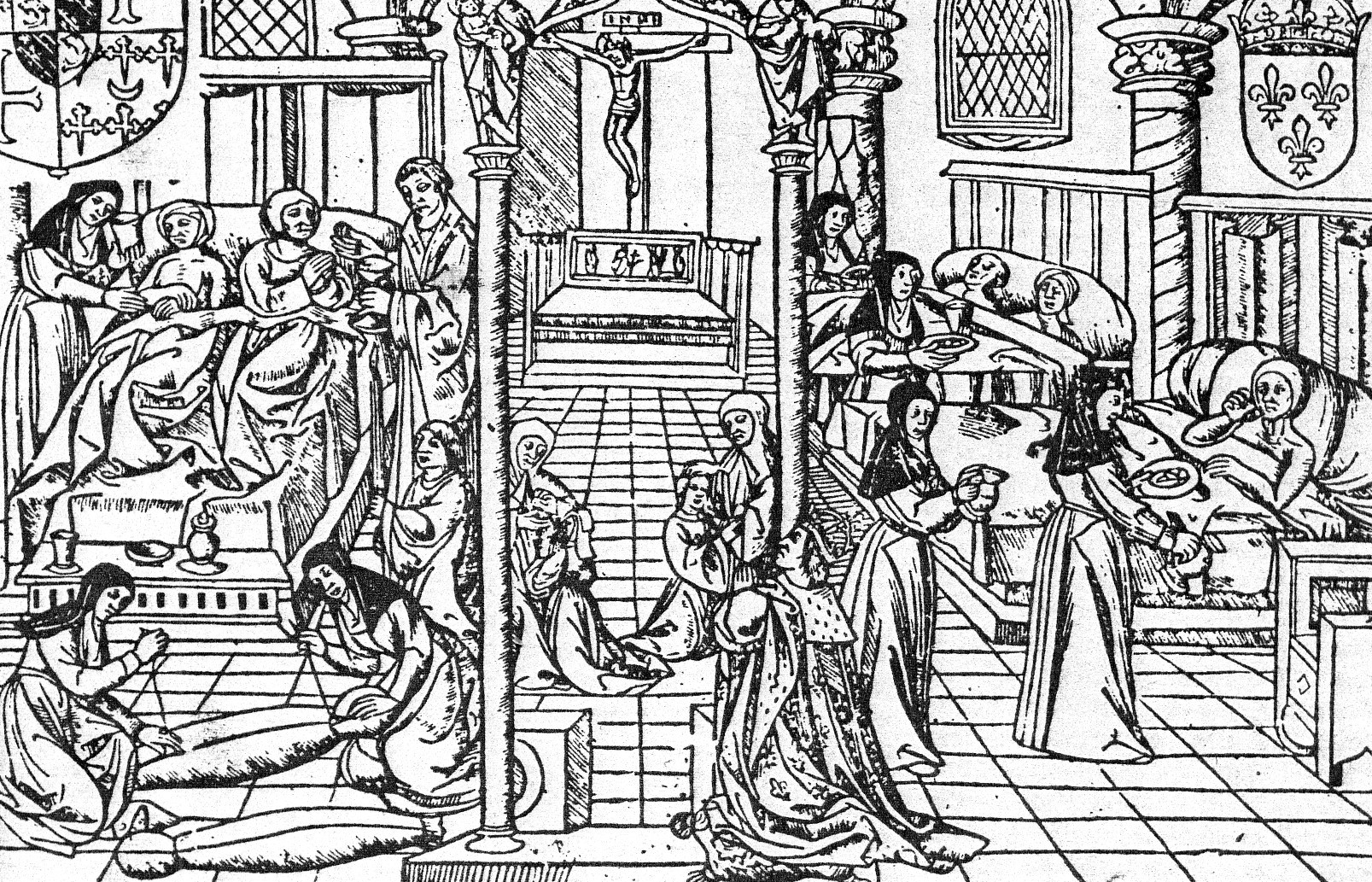
Hôtel-Dieu de París c. 1500. Los pacientes relativamente sanos (a la derecha) estaban separados de los muy enfermos (a la izquierda).

No menos eficaz fue la labor realizada por el clero diocesano de acuerdo con las disposiciones disciplinarias de los concilios de Aquisgrán (817, 836), que prescribían que debía mantenerse un hospital en relación con cada colegiata. Los canónigos estaban obligados a contribuir al sostenimiento del hospital, y uno de ellos se encargaba de los internos. Como estos hospitales estaban situados en las ciudades, se les exigía más que a los de los monasterios. En este movimiento, el obispo tomó naturalmente la iniciativa, de ahí los hospitales fundados por Heriberto (m. 1021) en Colonia, Gotardo (m. 1038) en Hildesheim, Conrado (m. 975) en Constanza y Ulrico (m. 973) en Augsburgo. En Tréveris, los hospitales de San Maximino, San Mateo, San Simeón y Santiago tomaron sus nombres de las iglesias a las que estaban adscritos. Entre 1207 y 1577 se fundaron en Alemania ciento cincuenta y cinco hospitales.
El Ospedale Maggiore, tradicionalmente llamado Ca' Granda (es decir, Casa Grande), en Milán, norte de Italia, fue construido para albergar uno de los primeros hospitales comunitarios, la mayor obra de este tipo del siglo XV. Encargado por Francesco Sforza en 1456 y diseñado por Antonio Filarete, es uno de los primeros ejemplos de arquitectura renacentista en Lombardía.
Los normandos trajeron consigo su sistema hospitalario cuando conquistaron Inglaterra en 1066. Al fusionarse con la tenencia de la tierra y las costumbres tradicionales, las nuevas casas de caridad se popularizaron y se diferenciaron tanto de los monasterios ingleses como de los hospitales franceses. En ellas se dispensaban limosnas y algunos medicamentos, y eran generosamente dotadas por la nobleza y la alta burguesía, que contaban con ellas para obtener recompensas espirituales tras la muerte.

### Hospitales de la Europa medieval tardía
La propia Orden Hospitalaria de San Juan de Jerusalén, fundada en 1099 (los Caballeros de Malta), tiene como razón de ser la fundación de un hospital para los peregrinos a Tierra Santa. En Europa, los hospitales españoles son ejemplos particularmente notables de la virtud cristiana expresada a través del cuidado de los enfermos, y solían estar unidos a un monasterio en una configuración de sala-capilla, erigida casi siempre en forma de cruz. Este estilo alcanzó su apogeo durante la campaña de construcción de hospitales del portugués San Juan de Dios en el siglo XVI, fundador de la Orden Hospitalaria de los Hermanos de Juan de Dios.
Pronto se fundaron muchos monasterios por toda Europa, y en todas partes había hospitales como en Monte Cassino. En el siglo XI, algunos monasterios formaban a sus propios médicos. Lo ideal era que estos médicos defendieran el ideal cristianizado del sanador que ofrecía misericordia y caridad a todos los pacientes y soldados, fuera cual fuera su estado y pronóstico. En los siglos VI-XII, los benedictinos crearon muchas comunidades de monjes de este tipo. Y más tarde, en los siglos XII-XIII, la orden de los benedictinos construyó una red de hospitales independientes, al principio para prestar cuidados generales a enfermos y heridos y después para el tratamiento de la sífilis y el aislamiento de pacientes con enfermedades contagiosas. El movimiento hospitalario se extendió por Europa en los siglos posteriores, con la construcción de un hospital de 225 camas en York en 1287 e instalaciones aún mayores en Florencia, París, Milán, Siena y otras grandes ciudades medievales europeas. En 1120, un hombre llamado Rahere enfermó de malaria en Roma: fue atendido por los monjes del pequeño hospital cercano a la iglesia de San Bartolomeo, en la isla Tiberina, e hizo voto de fundar un hospital en caso de que se curara. Efectivamente curado, en 1123 fundó un pequeño hospital para pobres en las afueras de Londres: fue el primer núcleo del famoso Hospital de San Bartolomé, aún activo hoy en día, comúnmente llamado "Bart".
En el norte, a finales del periodo sajón, los monasterios, conventos y hospitales funcionaban principalmente como lugares de caridad para los pobres. Tras la conquista normanda de 1066, los hospitales pasan a ser instituciones autónomas e independientes. Dispensaban limosnas y algunos medicamentos, y eran generosamente dotados por la nobleza y la alta burguesía, que contaban con ellos para obtener recompensas espirituales tras la muerte. Con el tiempo, los hospitales se convirtieron en casas de caridad populares que se diferenciaban tanto de los monasterios ingleses como de los hospitales franceses.
La función principal de los hospitales medievales era el culto a Dios. La mayoría de los hospitales contaban con una capilla, al menos un clérigo y reclusos que debían ayudar en la oración. El culto era a menudo más prioritario que los cuidados y constituyó una parte importante de la vida hospitalaria hasta y mucho después de la Reforma. El culto en los hospitales medievales servía para aliviar las dolencias de los enfermos y asegurar su salvación cuando no se conseguía aliviar la enfermedad.

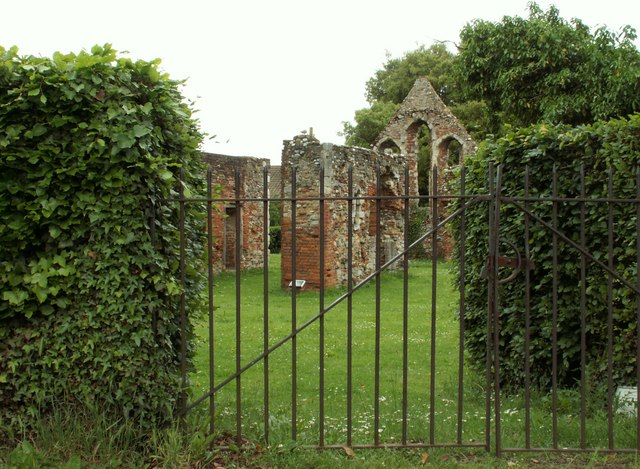
Ruinas del Hospital de San Gil (Gran Hospital)

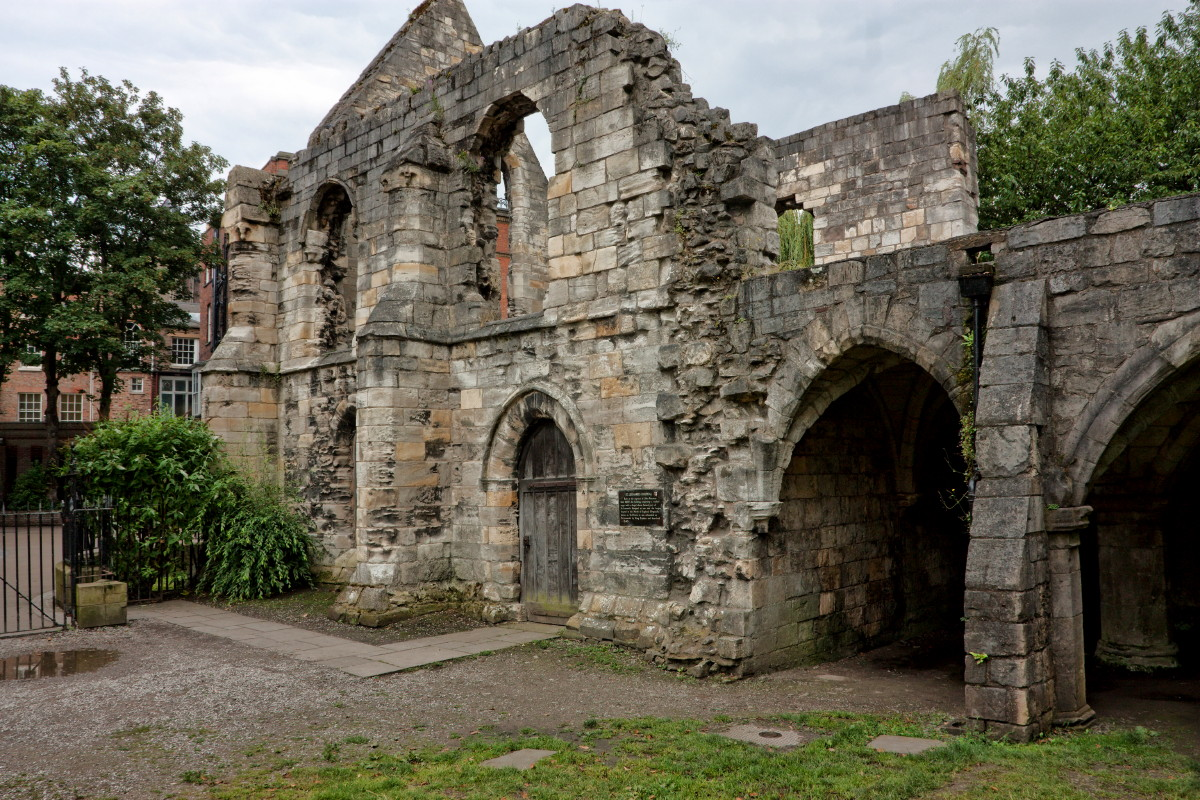
Ruinas del Hospital de San Leonardo.

La función secundaria de los hospitales medievales era la caridad a los pobres, enfermos y viajeros. La caridad proporcionada por los hospitales se manifestaba de diferentes maneras, incluyendo el mantenimiento a largo plazo de los enfermos, el cuidado a medio plazo de los enfermos, la hospitalidad a corto plazo a los viajeros y la distribución regular de limosnas a los pobres. Aunque se trataba de actos generales de caridad entre los hospitales medievales, el grado de caridad era variable. Por ejemplo, algunas instituciones que se percibían a sí mismas principalmente como casa religiosa o lugar de hospitalidad rechazaban a los enfermos o moribundos por temor a que la difícil atención sanitaria distrajera del culto. Otras, sin embargo, como St. James de Northallerton, St. Giles Hospital de Norwich y St. Leonard's Hospital de York, contenían ordenanzas específicas que establecían que debían atender a los enfermos y que "a todos los que entraran con mala salud se les debía permitir quedarse hasta que se recuperaran o murieran". El estudio de estos tres hospitales permite conocer la dieta, los cuidados médicos, la limpieza y la vida cotidiana en un hospital medieval de Europa.
La función terciaria de los hospitales medievales era apoyar la educación y el aprendizaje. Originalmente, los hospitales educaban a capellanes y hermanos sacerdotes en alfabetización e historia; sin embargo, en el siglo XIII, algunos hospitales se dedicaron a la educación de niños y jóvenes empobrecidos. Poco después, los hospitales empezaron a proporcionar comida y alojamiento a los eruditos del hospital a cambio de que ayudaran en el culto de la capilla.

## SiglosXVIalXVII

### Europa moderna

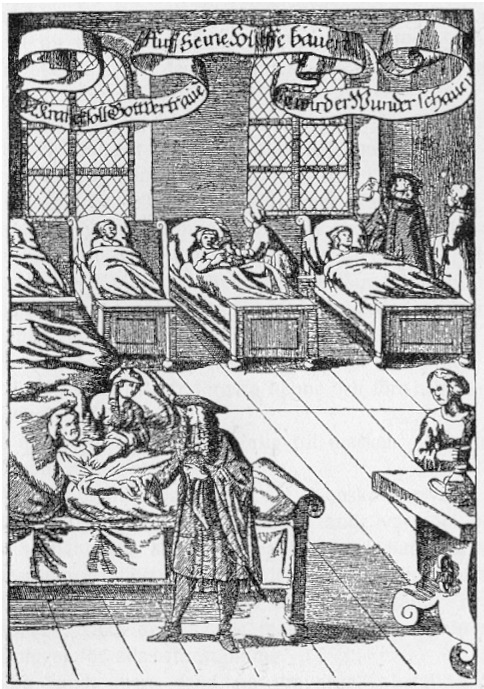
Un médico visita a un enfermo en un hospital, grabado alemán de 1682

En Europa, el concepto medieval de asistencia cristiana evolucionó durante los siglos XVI y XVII hacia un concepto secular. La teología era el problema. Los reformadores protestantes rechazaron la creencia católica de que los hombres ricos podían ganar la gracia de Dios a través de las buenas obras – y escapar del purgatorio– aportando donaciones a instituciones caritativas, y que los propios pacientes podían ganar la gracia a través de su sufrimiento.
Tras la disolución de los monasterios en 1540 por el rey Enrique VIII, la Iglesia dejó bruscamente de ser el sostén de los hospitales, y sólo por petición directa de los ciudadanos de Londres, los hospitales de St Bartholomew, St Thomas y St Mary of Bethlehem (Bedlam) fueron dotados directamente por la corona. Fue en St. Bartholomew donde William Harvey llevó a cabo sus investigaciones sobre el sistema circulatorio en el siglo XVII, Percivall Pott y John Abernethy desarrollaron importantes principios de la cirugía moderna en el siglo XVIII y la señora Bedford Fenwich trabajó para impulsar la profesión de enfermera a finales del siglo XIX.
Al comienzo de la Reforma había 28 manicomios en Suecia. Gustavo I los sustrajo al control eclesiástico y expulsó a los monjes y monjas, pero permitió que los asilos conservaran sus propiedades y continuaran sus actividades bajo los auspicios del gobierno local.
En gran parte de Europa, los gobiernos municipales gestionaban pequeños hospitales del Espíritu Santo, fundados en los siglos XIII y XIV. Distribuían gratuitamente alimentos y ropa a los pobres, atendían a mujeres y niños sin hogar y prestaban algunos cuidados médicos y de enfermería. Muchos fueron asaltados y cerrados durante la guerra de los Treinta Años (1618-1648), que asoló las ciudades y pueblos de Alemania y zonas vecinas durante tres décadas.
En Dinamarca, los inicios de la atención hospitalaria moderna se remontan a la guerra de Escania (1675-1679), en la que Dinamarca sufrió pérdidas desastrosas. Se fundaron cinco hospitales públicos alrededor del estrecho: uno en Elsinore, dos en Copenhague, uno en Landskrona y otro en Helsingborg. El de Landskrona se basaba en la antigua institución del Espíritu Santo, pero ahora se había modernizado y ampliado. Una de las dos instituciones de Copenhague se instaló en un antiguo hospital para enfermos de peste. El gobierno gastó grandes sumas en equipamiento, desde sierras para huesos hasta camas y personal. Las mujeres atendían a diario a los soldados heridos y enfermos, pero los hombres siempre estaban al frente de estos hospitales. Tenían varios cirujanos y médicos, pero nunca suficientes. Las comidas se basaban en gachas, arenques, cerveza y guisantes. Cuando Dinamarca perdió la guerra, Helsingborg y Landskrona fueron entregadas a los suecos, pero los hospitales de Elsinore y Copenhague continuaron su labor.
Mientras tanto, en tierras católicas como Francia e Italia, las familias ricas siguieron financiando conventos y monasterios que prestaban servicios sanitarios gratuitos a los pobres. Las prácticas francesas estaban influidas por un imperativo caritativo que consideraba el cuidado de los pobres y los enfermos una parte necesaria de la práctica católica. Las monjas enfermeras tenían poca fe en el poder de los médicos y sus medicinas para curar a los enfermos; lo más importante era proporcionar bienestar psicológico y físico, alimentación, descanso, limpieza y, sobre todo, oración.
En las zonas protestantes se hacía más hincapié en los aspectos científicos que en los religiosos de la atención al paciente, lo que contribuyó a desarrollar una visión de la enfermería como profesión y no como vocación. Después de 1530, las principales iglesias protestantes desarrollaron muy pocos hospitales. Algunos grupos más pequeños, como los moravos y los pietistas de Halle, otorgaron un papel a los hospitales, especialmente en la labor misionera.

### América colonial

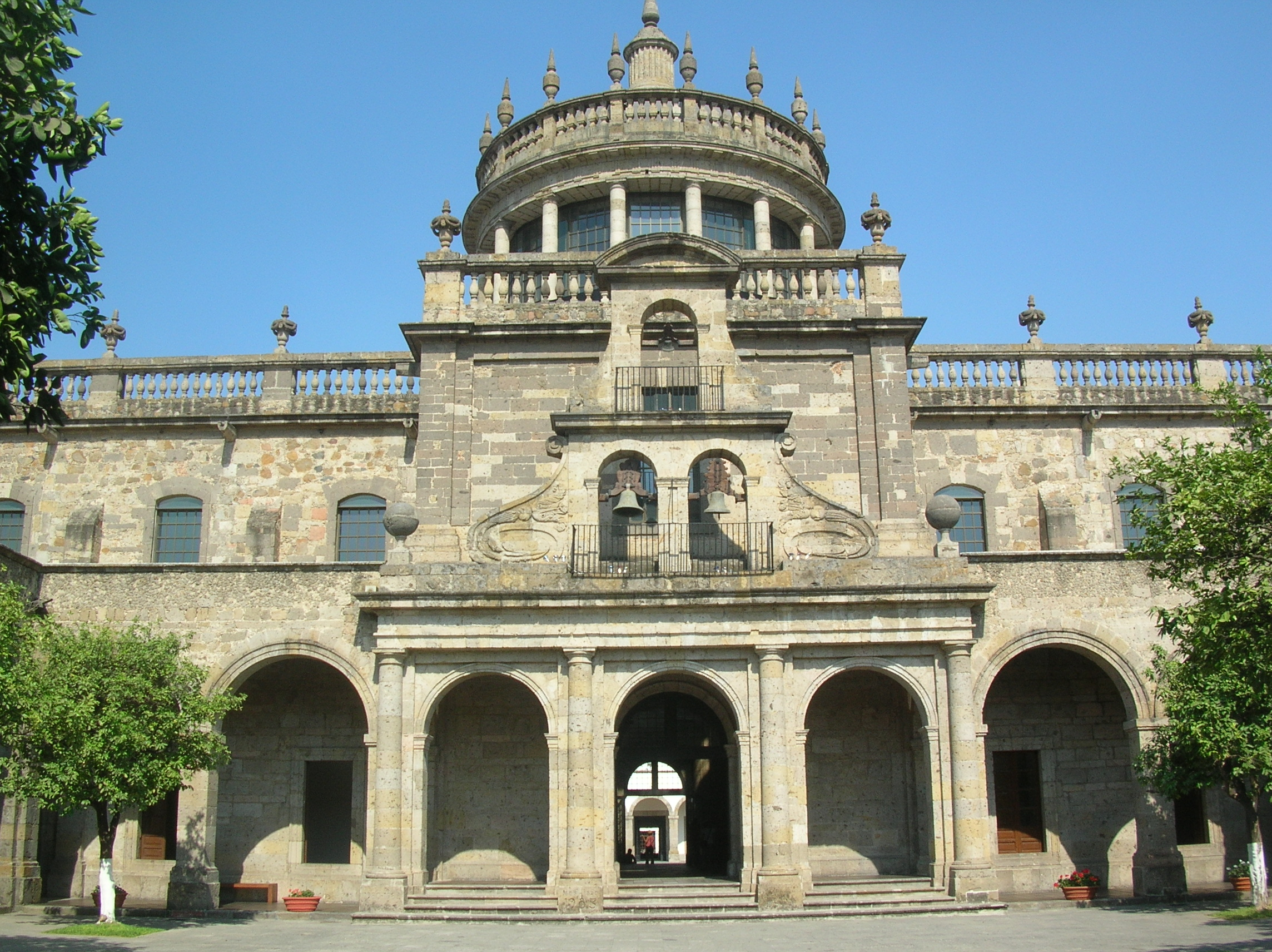
El Hospicio Cabañas fue el mayor hospital de la América colonial, en Guadalajara, México

El primer hospital fundado en América fue el Hospital San Nicolás de Bari en Santo Domingo, Distrito Nacional República Dominicana. Fray Nicolás de Ovando, gobernador español y administrador colonial de 1502 a 1509, autorizó su construcción el 29 de diciembre de 1503. Al parecer, este hospital incorporaba una iglesia. La primera fase de su construcción finalizó en 1519, y fue reconstruido en 1552. Abandonado a mediados del siglo XVIII, el hospital yace ahora en ruinas cerca de la Catedral Basílica de Santa María la Menor de Santo Domingo.
El primer hospital en suelo continental americano fue el hospital de Santiago de Santa María de la Antigua de Darién (Colombia), fundado en 1515. El conquistador Hernán Cortés fundó los dos primeros hospitales de Norteamérica: el de la Inmaculada Concepción y el de San Lázaro. El más antiguo fue el de la Inmaculada Concepción, actual Hospital de Jesús Nazareno de Ciudad de México, fundado en 1524 para atender a los pobres.
En Quebec, los católicos gestionaron hospitales ininterrumpidamente desde la década de 1640; atrajeron a monjas de la élite provincial. Jeanne Mance (1606-1673) fundó el primer hospital de la ciudad de Montreal, el Hôtel-Dieu de Montréal, en 1645. En 1657 reclutó a tres hermanas de las Religiosas Hospitalarias de San José, y continuó dirigiendo las operaciones del hospital. El proyecto, iniciado por la sobrina del cardenal de Richelieu, recibió una cédula real del rey Luis XIII y fue atendido por un médico colonial, Robert Giffard de Moncel. El Hospital General de Quebec abrió sus puertas en 1692. Se ocupaban a menudo de la malaria, la disentería y las enfermedades respiratorias.

## SigloXVIII
En el siglo XVIII, bajo la influencia del Siglo de las Luces, empezó a aparecer el hospital moderno, que sólo atendía necesidades médicas y contaba con médicos y cirujanos formados. Las enfermeras eran trabajadoras sin formación. El objetivo era utilizar métodos modernos para curar a los pacientes. Prestaban servicios médicos más limitados y fueron fundados por las autoridades laicas. Surgió una distinción más clara entre la medicina y el socorro a los pobres. Dentro de los hospitales, los casos agudos se trataban cada vez más en solitario y se crearon departamentos separados para las distintas categorías de pacientes.
1820 Grabado del Guy's Hospital de Londres, uno de los primeros hospitales voluntarios creado en 1724.
El movimiento de hospitales voluntarios comenzó a principios del siglo XVIII, con la fundación de hospitales en Londres en los años 1710 y 1720, entre ellos el Westminster Hospital (1719) promovido por el banco privado C. Hoare & Co y el Guy's Hospital (1724) financiado a partir del legado del acaudalado comerciante Thomas Guy. A lo largo del siglo surgieron otros hospitales en Londres y otras ciudades británicas, muchos pagados con suscripciones privadas. El St. Bartholomew's de Londres fue reconstruido en 1730, y el London Hospital abrió sus puertas en 1752.
Estos hospitales representaron un punto de inflexión en la función de la institución; empezaron a evolucionar de ser lugares básicos de atención a los enfermos a convertirse en centros de innovación y descubrimiento médicos y en el principal lugar de educación y formación de futuros facultativos. Algunos de los mejores cirujanos y médicos de la época trabajaron y transmitieron sus conocimientos en los hospitales. También pasaron de ser meros hogares de acogida a ser instituciones complejas para el suministro de medicamentos y la atención a los enfermos. La Charité fue fundada en Berlín en 1710 por el rey Federico I de Prusia como respuesta a un brote de peste.
El concepto de hospitales voluntarios también se extendió a la América colonial; el Hospital de Bellevue abrió sus puertas en 1736, el de Pensilvania en 1752, el de Nueva York en 1771 y el Hospital General de Massachusetts en 1811. Cuando en 1784 se inauguró el Hospital General de Viena (que se convirtió al instante en el mayor hospital del mundo), los médicos adquirieron unas nuevas instalaciones que poco a poco se convirtieron en uno de los centros de investigación más importantes.
Otra innovación caritativa de la época de la Ilustración fue el dispensario, que suministraba gratuitamente medicamentos a los pobres. El Dispensario de Londres abrió sus puertas en 1696 como la primera clínica de este tipo del Imperio Británico. La idea tardó en imponerse hasta la década de 1770, cuando empezaron a aparecer muchas organizaciones de este tipo, como el Dispensario Público de Edimburgo (1776), el Dispensario Metropolitano y Fondo Benéfico (1779) y el Dispensario de Finsbury (1780). También se abrieron dispensarios en Nueva York (1771), Filadelfia (1786) y Boston (1796).
En toda Europa, las facultades de medicina seguían basándose principalmente en conferencias y lecturas. En el último año, los estudiantes tenían una experiencia clínica limitada siguiendo al profesor por las salas. El trabajo de laboratorio era poco frecuente y rara vez se realizaban disecciones debido a las restricciones legales sobre los cadáveres. La mayoría de las facultades eran pequeñas y sólo Edimburgo (Escocia), con 11 000 alumnos, contaba con un gran número de graduados.

## SigloXIX
El médico inglés Thomas Percival (1740-1804) escribió un exhaustivo sistema de conducta médica, Medical Ethics; or, a Code of Institutes and Precepts, Adapted to the Professional Conduct of Physicians and Surgeons (1803) que marcó la pauta para muchos libros de texto.

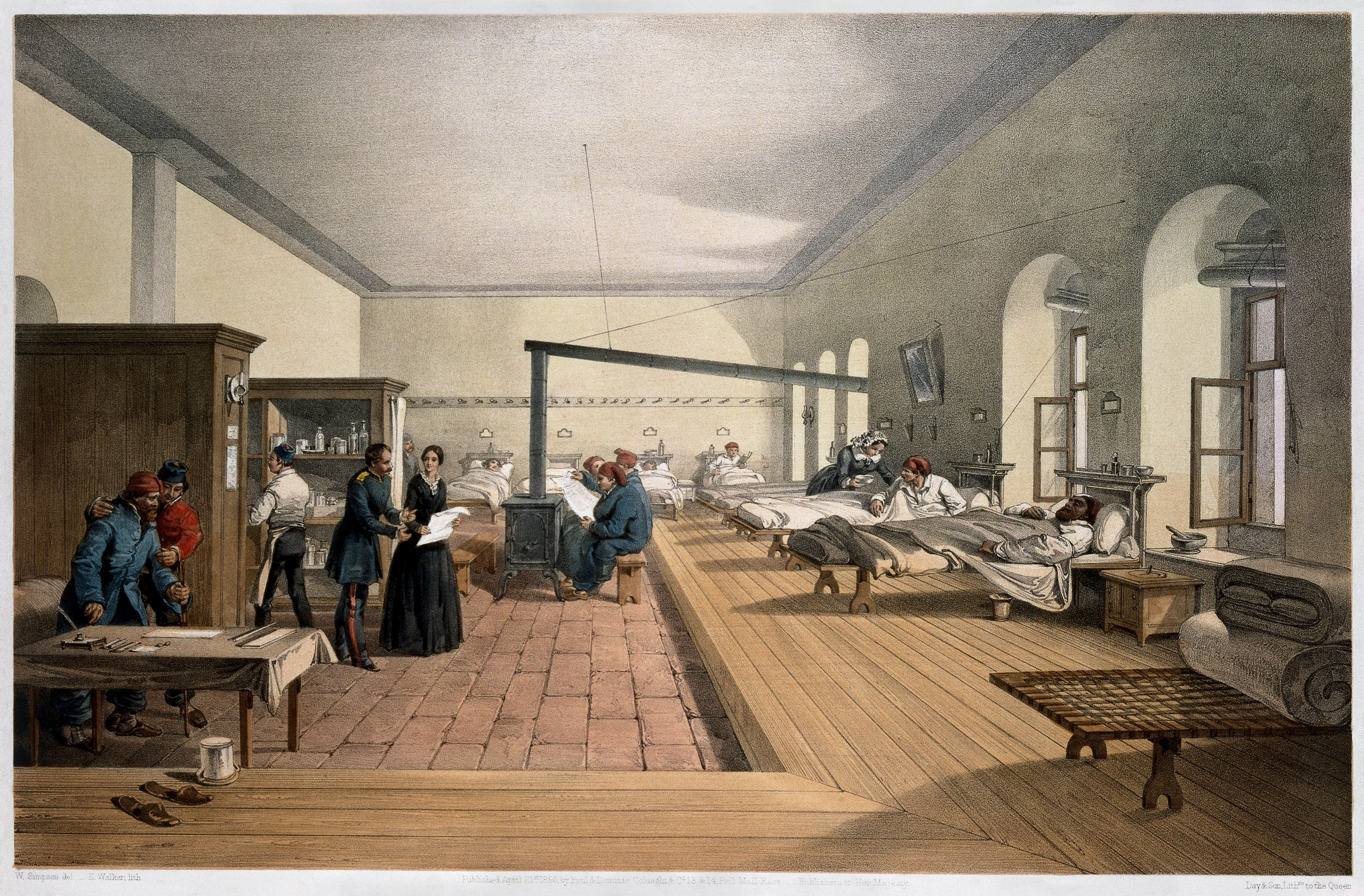
Una sala del hospital de Scutari, donde Florence Nightingale trabajó y ayudó a reestructurar el hospital moderno.

A mediados del siglo XIX, los hospitales y la profesión médica se profesionalizaron aún más, con una reorganización de la gestión hospitalaria en líneas más burocráticas y administrativas. La Ley de Boticarios de 1815 obligó a los estudiantes de medicina a realizar al menos medio año de prácticas en un hospital como parte de su formación. Un ejemplo de esta profesionalización fue el hospital de Charing Cross, creado en 1818 como "West London Infirmary and Dispensary" con fondos aportados por el doctor Benjamin Golding. En 1821 atendía a cerca de 10 000 pacientes al año y se trasladó a unas instalaciones más amplias cerca de Charing Cross, en el corazón de Londres. En 1822 se inauguró la Escuela de Medicina del Hospital de Charing Cross. Se amplió varias veces y en 1866 incorporó un equipo profesional de enfermería.
Florence Nightingale fue pionera de la profesión moderna de enfermería durante la guerra de Crimea, cuando dio ejemplo de compasión, compromiso con la atención al paciente y administración hospitalaria diligente y reflexiva. El primer programa oficial de formación de enfermeras, la Nightingale School for Nurses, se inauguró en 1860 con la misión de formar enfermeras para trabajar en hospitales, atender a los pobres y enseñar.
Nightingale desempeñó un papel decisivo en la reforma de la naturaleza del hospital, mejorando las normas sanitarias y cambiando la imagen del hospital, que pasó de ser un lugar donde los enfermos iban a morir a una institución dedicada a la recuperación y la curación. También hizo hincapié en la importancia de la medición estadística para determinar la tasa de éxito de una intervención determinada e impulsó la reforma administrativa de los hospitales.
A mediados del siglo XIX surgió la Segunda Escuela Médica de Viena con las aportaciones de médicos como Carl Freiherr von Rokitansky, Josef Škoda, Ferdinand Ritter von Hebra e Ignaz Philipp Semmelweis. La ciencia médica básica se expandió y la especialización avanzó. Además, en Viena se fundaron las primeras clínicas dermatológicas, oftalmológicas y otorrinolaringológicas del mundo.
En Roma, donde la hospitalidad era muy patrimonial gracias a una larga tradición de legados y cuantiosas donaciones (Spedalità romane), con un real decreto de 1896 se centralizó el vasto patrimonio hospitalario en un solo organismo: el Istituto Pio di Santo Spirito e Ospedali Riuniti, que se convirtió así en el mayor de Europa.
A finales del siglo XIX, el hospital moderno empezaba a tomar forma con la proliferación de diversos sistemas hospitalarios públicos y privados. En la década de 1870, los hospitales habían triplicado ampliamente su media original de 3000 pacientes. En la Europa continental, los nuevos hospitales solían construirse y gestionarse con fondos públicos. La enfermería se profesionalizó en Francia a principios del siglo XX. En aquella época, los 1500 hospitales del país estaban gestionados por 15 000 monjas que representaban a más de 200 órdenes religiosas. A partir de 1900, la política del gobierno fue secularizar las instituciones públicas y reducir el papel de la Iglesia Católica. Este objetivo político entró en conflicto con la necesidad de mantener una mejor calidad de la atención médica en instalaciones anticuadas. Las nuevas escuelas de enfermería gestionadas por el gobierno formaron enfermeras no religiosas a las que se destinó a funciones de supervisión. Durante la Primera Guerra Mundial, una avalancha de voluntarios patrióticos llevó a un gran número de mujeres de clase media sin formación a los hospitales militares. Se marcharon cuando terminó la guerra, pero el efecto a largo plazo fue aumentar el prestigio de la enfermería. En 1922 el gobierno expidió un diploma nacional de enfermería.
En Estados Unidos, el número de hospitales alcanzó los 4400 en 1910, cuando proporcionaban 420 000 camas. Estaban gestionados por organismos municipales, estatales y federales, por iglesias, por organizaciones independientes sin ánimo de lucro y por empresas con ánimo de lucro. Todas las principales religiones construyeron hospitales; los 541 católicos (en 1915) estaban atendidos principalmente por monjas no remuneradas. Los demás contaban a veces con un pequeño grupo de diaconisas. Los hospitales sin ánimo de lucro se complementaban con grandes hospitales públicos en las principales ciudades y hospitales de investigación a menudo afiliados a una facultad de medicina. El mayor sistema hospitalario público de Estados Unidos es la New York City Health and Hospitals Corporation, que incluye el Bellevue Hospital, el hospital más antiguo de Estados Unidos, afiliado a la Facultad de Medicina de la Universidad de Nueva York.
El Servicio Nacional de Salud, principal proveedor de asistencia sanitaria en Gran Bretaña, se fundó en 1948 y asumió el control de casi todos los hospitales.

### Medicina de París
A principios del siglo XIX, la medicina de París desempeñó un papel importante en la configuración de la medicina clínica. El nuevo énfasis en el examen físico del cuerpo dio lugar a métodos como la percusión, la inspección, la palpación, la auscultación y la autopsia. La situación en París era especialmente singular debido a que había una gran concentración de profesionales médicos en un entorno muy pequeño, lo que permitía un gran flujo de ideas y la propagación de la innovación. Una de las innovaciones que surgieron en los hospitales de París fue el estetoscopio de Laennec. Weiner afirma que la aceptación generalizada del estetoscopio probablemente no se habría producido en ningún otro entorno, y que éste permitió a Laennec transmitir esta tecnología a la ansiosa comunidad médica que se había reunido allí. Este invento también atrajo aún más atención a la escena parisina.
Antes de que comenzara el siglo XIX, el sistema médico francés tenía muchos problemas. Estos problemas fueron expuestos por muchos que intentaban reformar los hospitales, entre ellos un cirujano contemporáneo, Jacques Tenon, en su libro Memorias sobre los hospitales de París (en francés: Memoirs on Paris Hospitals). Algunos de los problemas sobre los que Tenon llamó la atención fueron la falta de espacio, la imposibilidad de separar a los pacientes en función del tipo de enfermedad (incluidas las contagiosas) y los problemas generales de salubridad. Además, la revolución laica condujo a la nacionalización de los hospitales que antes pertenecían a la Iglesia Católica y dio lugar a una llamada a la reforma hospitalaria que, de hecho, impulsó la desinstitucionalización de la medicina. Ello contribuyó a la desorganización de los hospitales parisinos, que acabaron exigiendo la creación de un nuevo sistema hospitalario, esbozado en la ley de 1794. La ley de 1794 desempeñó un papel importante en la revolución de la medicina parisina, ya que pretendía resolver algunos de los problemas a los que se enfrentaban los hospitales de París de la época.
En primer lugar, la ley de 1794 creó tres nuevas escuelas en París, Montpellier y Estrasburgo debido a la falta de profesionales médicos disponibles para tratar al creciente ejército francés. También otorgó a médicos y cirujanos el mismo estatus en el entorno hospitalario, mientras que antes se consideraba a los médicos intelectualmente superiores. Esto llevó a la integración de la cirugía en la educación médica tradicional, contribuyendo a una nueva generación de médicos centrados en la patología, la anatomía y el diagnóstico. La nueva orientación hacia la anatomía se vio facilitada por esta ley porque garantizaba que los estudiantes de medicina tuvieran suficientes cadáveres para diseccionar. Además, la educación patológica se vio favorecida por el mayor uso de las autopsias para determinar la causa de la muerte de un paciente. Por último, la ley de 1794 asignó fondos para profesores asalariados a tiempo completo en los hospitales, además de crear becas para estudiantes de medicina. En conjunto, la ley de 1794 contribuyó a que la enseñanza de la medicina se alejara de la teoría y se orientara hacia la práctica y la experiencia, todo ello en un entorno hospitalario. Los hospitales se convirtieron en un centro de aprendizaje y desarrollo de técnicas médicas, lo que suponía un alejamiento de la noción anterior de hospital como espacio que acogía a personas que necesitaban ayuda de cualquier tipo, enfermas o no. Este cambio era coherente con gran parte de la filosofía de la época, en particular con las ideas de John Locke, que predicaba que la observación a través de los sentidos era la mejor forma de analizar y comprender un fenómeno. Foucalt, sin embargo, criticó este cambio en su libro El nacimiento de la clínica (en inglés: The Birth of the Clinic), afirmando que este cambio desviaba la atención del paciente y lo cosificaba, lo que en última instancia se traducía en una pérdida de la narrativa del paciente. Argumentaba que a partir de ese momento, a los ojos de los médicos, los pacientes perdían su humanidad y se convertían más bien en objetos de inspección y examen.
El siguiente avance en la medicina de París se produjo con la creación de un sistema de exámenes que, a partir de 1803, se exigió para la concesión de licencias a todas las profesiones médicas, creando un sistema uniforme y centralizado de concesión de licencias. Esta ley también creó otra clase de profesionales de la salud, sobre todo para los que vivían fuera de las ciudades, que no tenían que pasar por el proceso de concesión de licencias, sino que se sometían a un proceso de formación más simple y corto.
Otro aspecto en el que influyeron los hospitales de París fue el desarrollo de las especialidades. La estructura de un hospital de París permitía a los médicos más libertad para dedicarse a sus intereses, además de proporcionarles los recursos necesarios. Un ejemplo de médico que utilizó esta flexibilidad para investigar es Phillipe Pinel, que realizó un estudio de cuatro años sobre la hospitalización y el tratamiento de mujeres con enfermedades mentales en el hospital Salpêtriére. Fue el primer estudio de esta magnitud realizado por un médico y el primero en darse cuenta de que los pacientes con enfermedades similares podían agruparse, compararse y clasificarse.

### Hospitales protestantes

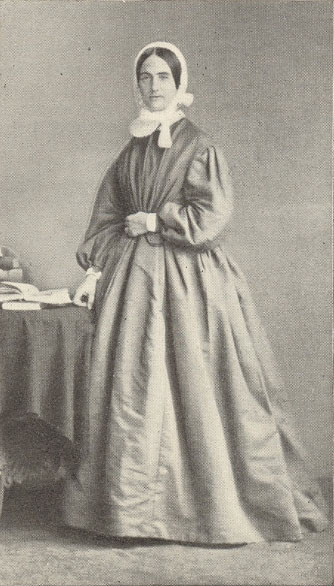
Elizabeth Catherine Ferard, primera diaconisa de la Iglesia de Inglaterra.

Las iglesias protestantes volvieron a entrar en el campo de la salud en el siglo XIX, sobre todo con el establecimiento de órdenes de mujeres, llamadas diaconisas, que se dedicaban a servicios de enfermería. Este movimiento comenzó en Alemania en 1836, cuando Theodor Fliedner y su esposa abrieron la primera casa madre de diaconisas en Kaiserswerth, a orillas del Rin. Se convirtió en un modelo, y en medio siglo había más de 5000 diaconisas en Europa. La Iglesia de Inglaterra nombró a su primera diaconisa en 1862. La North London Deaconess Institution formó a diaconisas para otras diócesis y algunas sirvieron en el extranjero.
En 1849, William Passavant llevó a las cuatro primeras diaconisas a Pittsburgh, en Estados Unidos, tras visitar Kaiserswerth. Trabajaron en la Enfermería de Pittsburgh (actual Hospital Passavant).
Los metodistas estadounidenses hicieron de los servicios médicos una prioridad a partir de la década de 1850. Empezaron a abrir instituciones benéficas, como orfanatos y residencias de ancianos. En la década de 1880, los metodistas empezaron a abrir hospitales en Estados Unidos, que atendían a personas de todas las creencias religiosas. En 1895 ya funcionaban 13 hospitales en las principales ciudades.

### Hospitales católicos
En la década de 1840-1880, los católicos de Filadelfia fundaron dos hospitales, para los católicos irlandeses y alemanes. Dependían de los ingresos de los enfermos que pagaban, y se convirtieron en importantes instituciones de salud y bienestar de la comunidad católica. Hacia 1900, los católicos habían creado hospitales en la mayoría de las grandes ciudades. En Nueva York, los dominicos, los franciscanos, las Hermanas de la Caridad y otras órdenes crearon hospitales para atender principalmente a su propio grupo étnico. En los años veinte ya atendían a todos los habitantes del vecindario. También en ciudades más pequeñas los católicos crearon hospitales, como el St. Patrick Hospital de Missoula (Montana). Las Hermanas de la Providencia lo abrieron en 1873. Estaba financiado en parte por el contrato del condado para atender a los pobres, y también gestionaba una escuela diurna y un internado. Las monjas prestaban cuidados de enfermería especialmente para enfermedades infecciosas y lesiones traumáticas entre la clientela joven, mayoritariamente masculina. También hacían proselitismo entre los pacientes para atraer adeptos y devolver a la Iglesia a los católicos que habían dejado de practicarla. En 1890 construyeron un hospital más grande. El personal de los hospitales católicos estaba formado en gran parte por monjas católicas y estudiantes de enfermería, hasta que el número de monjas disminuyó drásticamente a partir de la década de 1960. En 1915 se creó la Asociación de Hospitales Católicos.

### Hospitales chinos
Tradicionalmente, la medicina china se basaba en pequeñas clínicas privadas y curanderos individuales hasta mediados del siglo XVIII, cuando se establecieron por primera vez en China hospitales misioneros gestionados por iglesias occidentales. En 1870, el Hospital Tung Wah fue el primero en ofrecer medicina tradicional china. Tras la revolución cultural de 1949, la mayoría de los hospitales chinos pasaron a ser públicos.

## SiglosXXyXXI

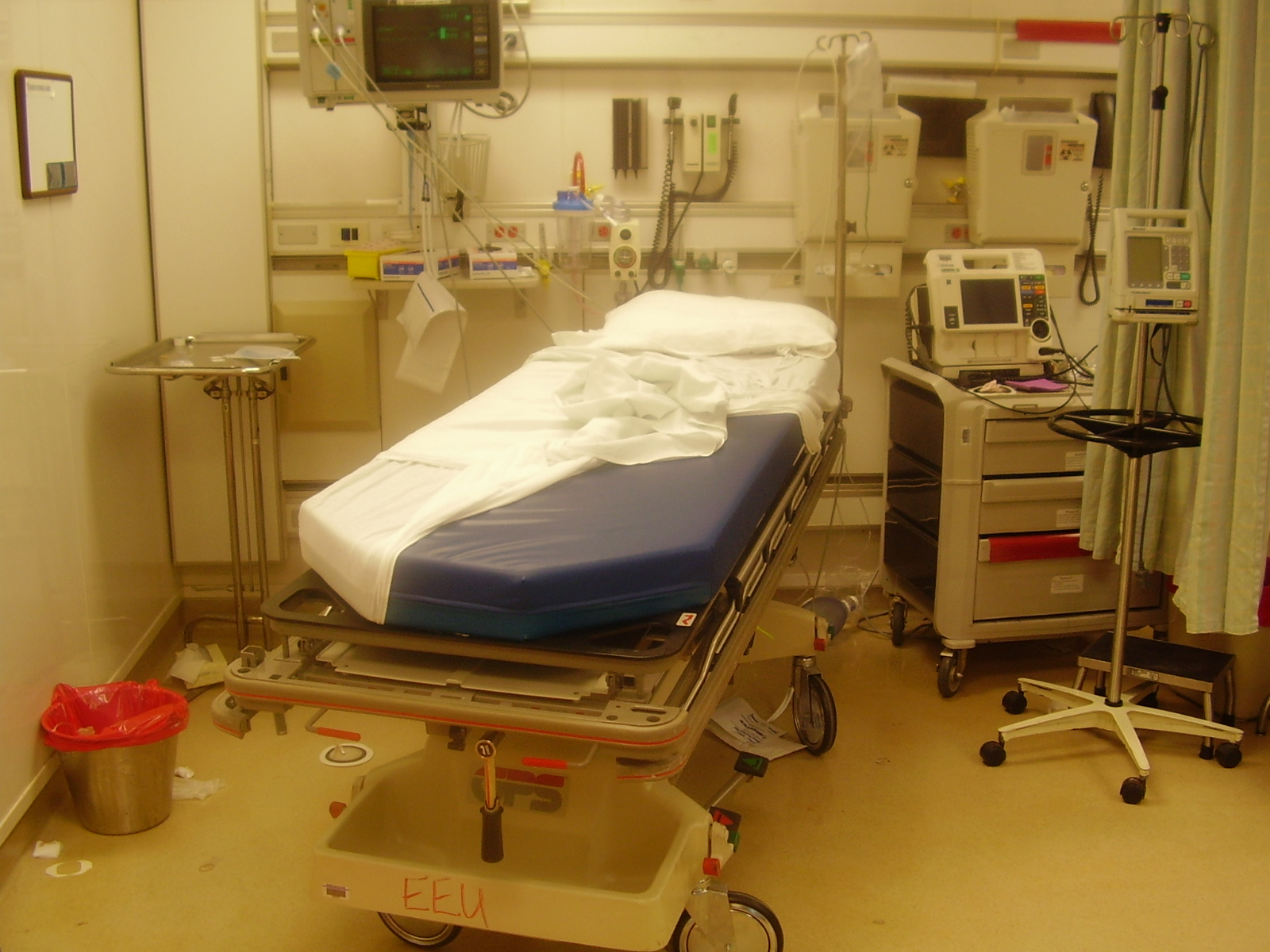
Cama de la sala de reanimación tras una intervención traumatológica, que muestra el equipamiento altamente tecnificado de los hospitales modernos.

Las mejoras en la medicina, la tecnología médica, las grandes pandemias mundiales de 1918 y 2020, y la gestión y consolidación de los hospitales fueron las principales influencias en los hospitales durante los siglos XX y XXI.

## Lectura adicional

### General
- Bowers, Barbara S. (2007). Medieval Hospital and Medical Practice (en inglés). ISBN 978-0754651109.
- Brockliss, Lawrence, y Colin Jones. "The Hospital in the Enlightenment," en The Medical World of Early Modern France (Oxford UP, 1997), pp. 671–729; acerca de Francia 1650–1800
- Chaney, Edward (2000),"'Philanthropy in Italy': English Observations on Italian Hospitals 1545–1789", en: The Evolution of the Grand Tour: Anglo-Italian Cultural Relations since the Renaissance, 2.ª ed. London, Routledge, 2000. Google books
- Davis, Adam J. The Medieval Economy of Salvation: Charity, Commerce and the Rise of the Hospital (Cornell Univ. Press, 2019)
- Goldin, Grace (1975). Hospital: A Social and Architectural History (en inglés). Yale U. P. (académico)
- Goldin, Grace (1994). Work of Mercy: A Picture History of Hospitals (en inglés). (popular)
- Gorsky, Martin; Vilar-Rodríguez, Margarita, Pons-Pons, Jerònia, eds. (2020). The Political Economy of the Hospital in History (en inglés). University of Huddersfield Press.
- Guthrie, Douglas (1945). A History Of Medicine (en inglés). BRAOU, Digital Library Of India. Thomas Nelson And Sons Ltd London.
- Harrison, Mark, ed. (2008). From Western Medicine to Global Medicine: The Hospital Beyond the West (en inglés).
- Henderson, John, ed. (2007). The Impact of Hospitals 300–2000 (en inglés). 426 páginas, 16 ensayos por académicos.
- Henderson, John (2006). The Renaissance Hospital: Healing the Body and Healing the Soul (en inglés).
- Horden, Peregrine (2008). Hospitals and Healing From Antiquity to the Later Middle Ages (en inglés).
- Jones, Colin (1990). The Charitable Imperative: Hospitals and Nursing in Ancient Regime and Revolutionary France (en inglés).
- Kisacky, Jeanne (2017). Rise of the Modern Hospital: An Architectural History of Health and Healing, 1870-1940 (en inglés). U of Pittsburgh Press.
- McGrew, Roderick E., ed. (1985). Encyclopedia of Medical History (en inglés).
- Morelon, Régis and Roshdi Rashed, ed. (1996). Encyclopedia of the History of Arabic Science (en inglés).
- Porter, Roy (1989).  Granshaw, Lindsay, ed. The Hospital in History (en inglés). ISBN 978-0-415-00375-9.
- Risse, Guenter B. (1999). Mending Bodies, Saving Souls: A History of Hospitals (en inglés). Oxford University Press. ISBN 0199748691. 752 páginas; de cobertura mundial.
- Scheutz, Martin, ed. (2009). Hospitals and Institutional Care in Medieval and Early Modern Europe (en inglés).

### Enfermería
- Bullough, Vern L. and Bullough, Bonnie. The Care of the Sick: The Emergence of Modern Nursing (1978) (en inglés).
- D'Antonio, Patricia. American Nursing: A History of Knowledge, Authority, and the Meaning of Work (2010), (en inglés) 272 páginas.
- Davies, Celia, ed. Rewriting Nursing History (1980) (en inglés).
- Dingwall, Robert, Anne Marie Rafferty, Charles Webster. An Introduction to the Social History of Nursing (Routledge, 1988) (en inglés)
- Dock, Lavinia Lloyd. A Short history of nursing from the earliest times to the present day (1920) full text en línea; versión resumida de M. Adelaide Nutting y Dock, A History of Nursing (4 vol 1907); vol 1 en línea; vol 3 en línea
- Donahue, M. Patricia. Nursing, The Finest Art: An Illustrated History (3.ª ed. 2010), incluye más de 400 ilustraciones; 416 páginas (en inglés).
- Fairman, Julie y Joan E. Lynaugh. Critical Care Nursing: A History (2000) (en inglés).
- Hutchinson, John F. Champions of Charity: War and the Rise of the Red Cross (1996) 448 páginas (en inglés).
- Judd, Deborah. A History of American Nursing: Trends and Eras (2009) 272 páginas (en inglés).
- Lewenson, Sandra B., y Eleanor Krohn Herrmann. Capturing Nursing History: A Guide to Historical Methods in Research (2007) (en inglés).
- Schultheiss, Katrin. Bodies and souls: politics and the professionalization of nursing in France, 1880–1922 (Harvard U.P., 2001) (en inglés).
- Snodgrass, Mary Ellen. Historical Encyclopedia of Nursing (2004), 354 páginas; desde la Antigüedad hasta el presente.
- Takahashi, Aya. The Development of the Japanese Nursing Profession: Adopting and Adapting Western Influences (Routledgecurzon, 2011).

### Hospitales en Gran Bretaña
- Agnew, G. Harvey. Canadian Hospitals, 1920 to 1970, A Dramatic Half Century (University of Toronto Press, 1974) (en inglés).
- Bonner, Thomas Neville. Medicine in Chicago: 1850-1950 (1957). pp. 147–74 (en inglés).
- Connor, J. T. H. (1990). «Hospital History in Canada and the United States». Canadian Bulletin of Medical History (en inglés) 7 (1): 93-104. PMID 11622358. doi:10.3138/cbmh.7.1.93.
- Crawford, D.S. "Bibliography of Histories of Canadian hospitals and schools of nursing" (en inglés).
- D'Antonio, Patricia. American Nursing: A History of Knowledge, Authority, and the Meaning of Work (2010), 272 páginas (en inglés).
- Fairman, Julie y Joan E. Lynaugh. Critical Care Nursing: A History (2000) (en inglés).
- Judd, Deborah. A History of American Nursing: Trends and Eras (2009) 272 páginas (en inglés).
- Kalisch, Philip Arthur, y Beatrice J. Kalisch. The Advance of American Nursing (2.ª ed. 1986); retitulado como American Nursing: A History (4.ª ed. 2003), la historia estándar (en inglés).
- Reverby, Susan M. Ordered to Care: The Dilemma of American Nursing, 1850–1945 (1987) (en inglés).
- Rosenberg, Charles E. The Care of Strangers: The Rise of America's Hospital System (1995) historia hasta 1920 (en inglés).
- Rosner, David. A Once Charitable Enterprise: Hospitals and Health Care in Brooklyn and New York 1885–1915 (1982) (en inglés).
- Starr, Paul. The Social Transformation of American Medicine: The rise of a sovereign profession and the making of a vast industry (1984) (en inglés)
- Stevens, Rosemary. In Sickness and in Wealth: American Hospitals in the Twentieth Century (1999), disponible en ACLS e-books (en inglés).
- Vogel, Morris J. The Invention of the Modern Hospital: Boston 1870–1930 (1980) (en inglés)
- Wall, Barbra Mann.  Unlikely Entrepreneurs: Catholic Sisters and the Hospital Marketplace, 1865–1925 (2005) (en inglés).
- Wall, Barbra Mann. American Catholic Hospitals: A Century of Changing Markets and Missions (2010) (en inglés).

- Datos: Q3136991